# Lista odcinków programu Twoja twarz brzmi znajomo
Ten artykuł przedstawia listę odcinków (w tym spis wszystkich występów) programu Twoja twarz brzmi znajomo.

## Pierwsza edycja (wiosna 2014)
| Uczestnik                 | Zdobyte punkty oraz odgrywana postać w odcinku | Zdobyte punkty oraz odgrywana postać w odcinku | Zdobyte punkty oraz odgrywana postać w odcinku | Zdobyte punkty oraz odgrywana postać w odcinku | Zdobyte punkty oraz odgrywana postać w odcinku | Zdobyte punkty oraz odgrywana postać w odcinku | Zdobyte punkty oraz odgrywana postać w odcinku | Suma punktów | Finał            | Finał                                     |
| Uczestnik                 | 1                                              | 2                                              | 3                                              | 4                                              | 5                                              | 6                                              | 7                                              | Suma punktów | Występ zespołowy | Występ solo / w duecie                    |
| ------------------------- | ---------------------------------------------- | ---------------------------------------------- | ---------------------------------------------- | ---------------------------------------------- | ---------------------------------------------- | ---------------------------------------------- | ---------------------------------------------- | ------------ | ---------------- | ----------------------------------------- |
| Katarzyna Skrzynecka      | 35 (T. Turner)                                 | 55 (L. Armstrong)                              | 18 (T. Okupnik)                                | 21 (Madonna)                                   | 16 (Shakira)                                   | 16 (K. Meine)                                  | 30 (Pink)                                      | 191          | (T. Turner)      | 1. miejsce (A. Bocelli i S. Brightman)    |
| Agnieszka Włodarczyk      | 26 (Cher)                                      | 32 (Kora)                                      | 28 (M. Miller)                                 | 30 (A. Winehouse)                              | 20 (A. Rose)                                   | 32 (Liroy)                                     | 52 (V. Villas)                                 | 220          | (M. Jackson)     | 2. miejsce (M. Jackson)                   |
| Mariusz Totoszko          | 28 (S. Wonder)                                 | 11 (Kayah)                                     | 42 (M. Manson)                                 | 22 (M. Jagger)                                 | 22 (P. Williams)                               | 27 (M. Bublé)                                  | 14 (É. Piaf)                                   | 166          | (S. Wonder)      | 3. miejsce (F. Mercury)                   |
| Artur Chamski             | 16 (Lady Gaga)                                 | 19 (J. Bieber)                                 | 25 (I. Santor)                                 | 24 (J. Timberlake)                             | 41 (M. Walewska)                               | 23 (Prince)                                    | 29 (H. Vondráčková)                            | 177          | (B. Joel)        | 4. miejsce (B. Mars)                      |
| Paweł Tucholski           | 18 (L. Pavarotti)                              | 19 (A. Majewska)                               | 28 (E. John)                                   | 22 (L. Bega)                                   | 37 (C. Niemen)                                 | 18 (E. Demarczyk)                              | 11 (R. Liszewski)                              | 153          | (K. Rogers)      | 5. miejsce (K. Costner) w duecie z Paullą |
| Paulina „Paulla” Ignasiak | 5 (Z. Sośnicka)                                | 16 (C. Dion)                                   | 26 (Rihanna)                                   | 17 (A. Jantar)                                 | 31 (B. Marley)                                 | 40 (D. O’Riordan)                              | 17 (K. Perry)                                  | 152          | (D. Ross)        | 6. miejsce (W. Houston) w duecie z Pawłem |
| Julia Pietrucha           | 42 (PSY)                                       | 24 (M. Monroe)                                 | 17 (B. Spears)                                 | 17 (Shakin’ Dudi)                              | 6 (Cleo)                                       | 16 (L. Minnelli)                               | 30 (Beyoncé)                                   | 152          | (C. Lauper)      | 6. miejsce (Redfoo) w duecie z Bilguunem  |
| Bilguun Ariunbaatar       | 22 (K. Krawczyk)                               | 16 (G. Skawiński)                              | 8 (A. Asanov)                                  | 39 (D. Rinn)                                   | 19 (T. Jones)                                  | 20 (E. Presley)                                | 9 (Adele)                                      | 133          | (L. Richie)      | 8. miejsce (S. Blu) w duecie z Julią      |

Legenda:
| 1. miejsce 2. miejsce 3. miejsce 4. miejsce | Awans do finału Brak awansu do finału Najlepiej oceniony występ odcinka Najsłabiej oceniony występ odcinka Niepunktowany występ zespołowy |

Goście specjalni i występy
| Odcinek | Artysta                     | Rola                        | Utwór                     |
| ------- | --------------------------- | --------------------------- | ------------------------- |
| 1       | Alicja Węgorzewska-Whiskerd | Alicja Węgorzewska-Whiskerd | –                         |
| 2       | Maciej Dowbor               | Freddie Mercury             | „I Want to Break Free”    |
| 5       | Piotr Gąsowski              | Bee Gees                    | „Stayin’ Alive”           |
| 5       | Maciej Dowbor               | Bee Gees                    | „Stayin’ Alive”           |
| 6       | Piotr Gąsowski              | Al Bano                     | „Felicità”                |
| 6       | Maciej Dowbor               | Romina Power                | „Felicità”                |
| 8       | Grzegorz Skawiński          | Grzegorz Skawiński          | „Słodkiego, miłego życia” |

## Druga edycja (jesień 2014)
| Uczestnik         | Zdobyte punkty oraz odgrywana postać w odcinku | Zdobyte punkty oraz odgrywana postać w odcinku | Zdobyte punkty oraz odgrywana postać w odcinku | Zdobyte punkty oraz odgrywana postać w odcinku | Zdobyte punkty oraz odgrywana postać w odcinku | Zdobyte punkty oraz odgrywana postać w odcinku | Zdobyte punkty oraz odgrywana postać w odcinku | Zdobyte punkty oraz odgrywana postać w odcinku | Suma punktów | Finał                                         | Finał                                  |
| Uczestnik         | 1                                              | 2                                              | 3                                              | 4                                              | 5                                              | 6                                              | 7                                              | 8                                              | Suma punktów | Występ zespołowy                              | Występ solo / w duecie                 |
| ----------------- | ---------------------------------------------- | ---------------------------------------------- | ---------------------------------------------- | ---------------------------------------------- | ---------------------------------------------- | ---------------------------------------------- | ---------------------------------------------- | ---------------------------------------------- | ------------ | --------------------------------------------- | -------------------------------------- |
| Marek Kaliszuk    | 39 (M. Wiśniewski)                             | 27 (Usher)                                     | 40 (H. Ordonówna)                              | 21 (N. Minaj)                                  | 56 (A. Franklin)                               | 24 (K. Cugowski)                               | 22 (R. Williams)                               | 17 (G. Michael)                                | 246          | ABBA (B. Ulvaeus)                             | 1. miejsce (M. Callas)                 |
| Marcin Przybylski | 11 (A. Banderas)                               | 39 (J. Połomski)                               | 21 (D. Bowie)                                  | 18 (G. Jones)                                  | 33 (U. Dudziak)                                | 39 (I. Pop)                                    | 14 (E. Clapton)                                | 32 (I. Kwiatkowska)                            | 207          | ABBA (B. Andersson)                           | 2. miejsce (F. Sinatra)                |
| Joanna Liszowska  | 40 (D. Roussos)                                | 15 (J. Lopez)                                  | 22 (Shaggy)                                    | 28 (S. Borys)                                  | 18 (L. Perry)                                  | 10 (B. Ditto)                                  | 47 (K. Flint)                                  | 25 (J. Brown)                                  | 205          | ABBA (A.-F. Lyngstad)                         | 3. miejsce (C. Aguilera)               |
| Barbara Melzer    | 32 (P. Kupicha)                                | 42 (K. Bush)                                   | 11 (M. Staszczyk)                              | 24 (C. Lauper)                                 | 12 (André 3000)                                | 30 (A. Chylińska)                              | 33 (J. Steczkowska)                            | 23 (J. Tempest)                                | 207          | ABBA (A. Fältskog)                            | 4. miejsce (N. Furtado)                |
| Jacek Kawalec     | 17 (J. Lennon)                                 | 12 (A. Simone)                                 | 9 (M. Rodowicz)                                | 30 (R. Riedel)                                 | 34 (R. Plant)                                  | 35 (P. Collins)                                | 9 (Grubson)                                    | 43 (J. Cocker)                                 | 189          |                                               | 5. miejsce (B. Łazuka) w duecie z Mają |
| Magda Steczkowska | 17 (I. Skrybant)                               | 8 (L. Kravitz)                                 | 57 (M. Cyrus)                                  | 21 (R. Stewart)                                | 25 (S. Karpiel- Bułecka)                       | 7 (K. Minogue)                                 | 24 (B. Tyler)                                  | 7 (K. Cobain)                                  | 166          | 6. miejsce (J. Grey) w duecie z Jakubem       |                                        |
| Jakub Molęda      | 24 (C. Wurst)                                  | 6 (Margaret)                                   | 19 (Seal)                                      | 41 (Z. Martyniuk)                              | 5 (Jon Bon Jovi)                               | 18 (M. Harket)                                 | 24 (MC Hammer)                                 | 28 (B. Johnson)                                | 165          | 7. miejsce (P. Swayze) w duecie z Magdą       |                                        |
| Maja Bohosiewicz  | 12 (Doda)                                      | 43 (T. Lindemann)                              | 13 (Sabrina)                                   | 9 (Scatman)                                    | 9 (K. Bednarek)                                | 29 (J. Molęda)                                 | 19 (W. Madiko)                                 | 17 (Björk)                                     | 151          | 8. miejsce (B. Krafftówna) w duecie z Jackiem |                                        |

Legenda:
| 1. miejsce 2. miejsce 3. miejsce 4. miejsce | Awans do finału Brak awansu do finału Najlepiej oceniony występ odcinka Najsłabiej oceniony występ odcinka Niepunktowany występ zespołowy |

Goście specjalni i występy
| Odcinek | Artysta                                              | Rola                                              | Utwór                                         |
| ------- | ---------------------------------------------------- | ------------------------------------------------- | --------------------------------------------- |
| 1       | Katarzyna Skrzynecka                                 | Bobby McFerrin                                    | „Don’t Worry, Be Happy”                       |
| 1       | Doda                                                 | Doda                                              | –                                             |
| 2       | Piotr Gąsowski                                       | Bolter                                            | „Daj mi tę noc”                               |
| 2       | Maciej Dowbor                                        | Bolter                                            | „Daj mi tę noc”                               |
| 2       | Krzysztof Adamski                                    | Bolter                                            | „Daj mi tę noc”                               |
| 2       | Margaret                                             | Margaret                                          | –                                             |
| 2       | Artur Chamski                                        | Irena Santor                                      | „Cała sala śpiewa z nami”                     |
| 3       | Piotr Gąsowski                                       | Happy End                                         | „Jak się masz kochanie”                       |
| 3       | Maciej Dowbor                                        | Happy End                                         | „Jak się masz kochanie”                       |
| 4       | Stan Borys                                           | Stan Borys                                        | –                                             |
| 5       | Piotr Gąsowski                                       | The Blues Brothers                                | „Everybody Needs Somebody to Love”            |
| 5       | Maciej Dowbor                                        | The Blues Brothers                                | „Everybody Needs Somebody to Love”            |
| 5       | Urszula Dudziak                                      | Urszula Dudziak                                   | –                                             |
| 6       | Piotr Gąsowski                                       | Stereotypy raperów                                | „Scoobiedoo Ya” (przeróbka)                   |
| 6       | Maciej Dowbor                                        | Stereotypy raperów                                | „Scoobiedoo Ya” (przeróbka)                   |
| 7       | Piotr Gąsowski                                       | Ryszard Rynkowski                                 | „Bananowy song”                               |
| 7       | Maciej Dowbor                                        | Witold Paszt                                      | „Bananowy song”                               |
| 7       | Witold Paszt                                         |                                                   | „Bananowy song”                               |
| 8       | Piotr Gąsowski                                       | Modern Talking                                    | „You’re My Heart, You’re My Soul” (przeróbka) |
| 8       | Maciej Dowbor                                        | Modern Talking                                    | „You’re My Heart, You’re My Soul” (przeróbka) |
| 9       | Uczestnicy, jurorzy, prowadzący, trenerzy i tancerze | Państwowy Zespół Ludowy Pieśni i Tańca „Mazowsze” | „Przepióreczka”                               |

## Trzecia edycja (wiosna 2015)
| Uczestnik                   | Zdobyte punkty oraz odgrywana postać w odcinku | Zdobyte punkty oraz odgrywana postać w odcinku | Zdobyte punkty oraz odgrywana postać w odcinku | Zdobyte punkty oraz odgrywana postać w odcinku | Zdobyte punkty oraz odgrywana postać w odcinku | Zdobyte punkty oraz odgrywana postać w odcinku | Zdobyte punkty oraz odgrywana postać w odcinku | Zdobyte punkty oraz odgrywana postać w odcinku | Zdobyte punkty oraz odgrywana postać w odcinku | Suma punktów | Finał                                         | Finał                                          |
| Uczestnik                   | 1                                              | 2                                              | 3                                              | 4                                              | 5                                              | 6                                              | 7                                              | 8                                              | 9                                              | Suma punktów | Występ zespołowy                              | Występ solo / w duecie                         |
| --------------------------- | ---------------------------------------------- | ---------------------------------------------- | ---------------------------------------------- | ---------------------------------------------- | ---------------------------------------------- | ---------------------------------------------- | ---------------------------------------------- | ---------------------------------------------- | ---------------------------------------------- | ------------ | --------------------------------------------- | ---------------------------------------------- |
| Stefano Terrazzino          | 22 (Tarkan)                                    | 31 (H. Majdaniec)                              | 13 (E. Iglesias)                               | 28 (I. Trojanowska)                            | 41 (J. Szatunow)                               | 55 (C. Évora)                                  | 8 (J. Travolta)                                | 14 (P. Stanley)                                | 38 (T. Turner)                                 | 250          | Army of Lovers (J.-P. Barda)                  | 1. miejsce (M. Fogg)                           |
| Robert Rozmus               | 44 (R. Charles)                                | 12 (E. Ramazzotti)                             | 12 (K. Gott)                                   | 20 (J. Joplin)                                 | 31 (A. Cooper)                                 | 23 (A. Pugaczowa)                              | 20 (S. Sojka)                                  | 40 (D. Klein)                                  | 39 (R. Kelly)                                  | 241          | Army of Lovers (A. Bard)                      | 2. miejsce (M. Loaf)                           |
| Grzegorz Wilk               | 23 (A. Lear)                                   | 26 (G. Ciechowski)                             | 12 (R. Schuberth)                              | 48 (Bono)                                      | 40 (G. Gaynor)                                 | 13 (J. Panasewicz)                             | 10 (W. Młynarski)                              | 21 (B. Adams)                                  | 33 (J. Hetfield)                               | 226          | Army of Lovers (M. de la Cour)                | 3. miejsce (C. Niemen)                         |
| Kaja Paschalska             | 9 (Cher)                                       | 29 (B. Kozidrak)                               | 22 (Duffy)                                     | 29 (Beyoncé)                                   | 14 (L. Richie)                                 | 20 (50 Cent)                                   | 23 (M. Hucknall)                               | 65 (Lana Del Rey)                              | 10 (B. Spears)                                 | 221          | Army of Lovers (C. Henemark)                  | 4. miejsce (Rihanna)                           |
| Mateusz Jakubiec            | 29 (I. Herbut)                                 | 35 (A. Chylińska)                              | 16 (S. O’Connor)                               | 15 (L. Nystrøm Rasted)                         | 11 (G. Brodzińska)                             | 10 (R. Martin)                                 | 61 (S. Tyler)                                  | 17 (E. Farna)                                  | 24 (M. Bajor)                                  | 218          |                                               | 5. miejsce (A. Levine) w duecie z Katarzyną C. |
| Kasia Cerekwicka            | 16 (Shazza)                                    | 38 (M. Bolton)                                 | 20 (A. Lennox)                                 | 38 (L. Hill)                                   | 21 (G. Markowski)                              | 31 (M. Carey)                                  | 25 (Adele)                                     | 7 (G. Estefan)                                 | 21 (G. Stefani)                                | 217          | 6. miejsce (C. Aguilera) w duecie z Mateuszem |                                                |
| Anna Czartoryska-Niemczycka | 30 (P. Williams)                               | 13 (W. Houston)                                | 35 (Kayah)                                     | 6 (B. George)                                  | 24 (A. Keys)                                   | 19 (Gotye)                                     | 30 (H. Mlynkova)                               | 19 (B. Joel)                                   | 18 (Madonna)                                   | 194          | 7. miejsce (D. Hill) w duecie z Katarzyną A.  |                                                |
| Katarzyna Ankudowicz        | 19 (A. Rosiewicz)                              | 8 (D. Parton)                                  | 62 (R. Orbison)                                | 8 (K. Stanek)                                  | 10 (B. Mars)                                   | 21 (N. Oreiro)                                 | 15 (S. Paul)                                   | 9 (M. Ostrowska)                               | 9 (K. Perry)                                   | 161          | 8. miejsce (B. Gibbons) w duecie z Anną       |                                                |

Legenda:
| 1. miejsce 2. miejsce 3. miejsce 4. miejsce | Awans do finału Brak awansu do finału Najlepiej oceniony występ odcinka Najsłabiej oceniony występ odcinka Niepunktowany występ zespołowy |

Goście specjalni i występy
| Odcinek | Artysta                                              | Rola                    | Utwór                                |
| ------- | ---------------------------------------------------- | ----------------------- | ------------------------------------ |
| 1       | Marek Kaliszuk                                       | Freddie Mercury         | „Barcelona”                          |
| 1       | Małgorzata Walewska                                  | Montserrat Caballé      | „Barcelona”                          |
| 1       | Igor Herbut                                          | Igor Herbut             | –                                    |
| 2       | Piotr Gąsowski                                       | –                       | „Wilkommen” (przeróbka)              |
| 2       | Jurorzy                                              | –                       | „Wilkommen” (przeróbka)              |
| 4       | Piotr Gąsowski                                       | –                       | „Jak nie my to kto”                  |
| 4       | Maciej Dowbor                                        |                         | „Jak nie my to kto”                  |
| 4       | René Dif                                             | „Barbie Girl”           |                                      |
| 6       | Maciej Dowbor                                        | John Lennon             | „Twist and Shout”                    |
| 6       | Piotr Gąsowski                                       | Paul McCartney          | „Twist and Shout”                    |
| 6       | DJ Adamus                                            | George Harrison         | „Twist and Shout”                    |
| 6       | Paweł Królikowski                                    | Ringo Starr             | „Twist and Shout”                    |
| 7       | Halina Mlynkova                                      | Halina Mlynkova         | –                                    |
| 8       | Maciej Dowbor                                        | Hugo Weaving            | „It’s Raining Men”                   |
| 8       | Piotr Gąsowski                                       | Guy Pearce              | „It’s Raining Men”                   |
| 8       | Małgorzata Ostrowska                                 | Małgorzata Ostrowska    | –                                    |
| 10      | Uczestnicy, jurorzy, prowadzący, trenerzy i tancerze | Orkiestra Piotra Rubika | „Niech mówią, że to nie jest miłość” |

## Czwarta edycja (jesień 2015)
| Uczestnik                | Zdobyte punkty oraz odgrywana postać w odcinku | Zdobyte punkty oraz odgrywana postać w odcinku | Zdobyte punkty oraz odgrywana postać w odcinku | Zdobyte punkty oraz odgrywana postać w odcinku | Zdobyte punkty oraz odgrywana postać w odcinku | Zdobyte punkty oraz odgrywana postać w odcinku | Zdobyte punkty oraz odgrywana postać w odcinku | Zdobyte punkty oraz odgrywana postać w odcinku | Zdobyte punkty oraz odgrywana postać w odcinku | Suma punktów | Finał                                          | Finał                                          |
| Uczestnik                | 1                                              | 2                                              | 3                                              | 4                                              | 5                                              | 6                                              | 7                                              | 8                                              | 9                                              | Suma punktów | Występ zespołowy                               | Występ solo / w duecie                         |
| ------------------------ | ---------------------------------------------- | ---------------------------------------------- | ---------------------------------------------- | ---------------------------------------------- | ---------------------------------------------- | ---------------------------------------------- | ---------------------------------------------- | ---------------------------------------------- | ---------------------------------------------- | ------------ | ---------------------------------------------- | ---------------------------------------------- |
| Bartłomiej Kasprzykowski | 17 (K. Nosowska)                               | 12 (C. Mozil)                                  | 52 (B. White)                                  | 15 (D. Rinn)                                   | 22 (C. Calloway)                               | 24 (R. Smith)                                  | 13 (E. Bodo)                                   | 21 (M. Trainor)                                | 52 (L. Cohen)                                  | 228          | Spice Girls (E. Bunton)                        | 1. miejsce (Nat King Cole)                     |
| Zofia Zborowska          | 15 (T. Niecik)                                 | 22 (M. Elliott)                                | 23 (Urszula)                                   | 45 (Coolio)                                    | 19 (H.P. Baxxter)                              | 16 (H. Kunicka)                                | 33 (C. Aguilera)                               | 25 (S. Tyler)                                  | 21 (M. Gray)                                   | 219          | Spice Girls (G. Halliwell)                     | 2. miejsce (G. Kelly)                          |
| Monika Dryl              | 30 (L. Armstrong)                              | 57 (F. Mercury)                                | 15 (E. Geppert)                                | 12 (Nergal)                                    | 18 (Shakira)                                   | 22 (S. Boyle)                                  | 15 (Prince)                                    | 29 (C. Dion)                                   | 31 (P. Domingo)                                | 229          | Spice Girls (Mel B)                            | 3. miejsce (A. Winehouse)                      |
| Michał Kwiatkowski       | 20 (D. Gahan)                                  | 17 (É. Piaf)                                   | 11 (Madonna)                                   | 45 (M. Jagger)                                 | 28 (W. Smith)                                  | 16 (I. Komarenko)                              | 25 (J. Steczkowska)                            | 43 (Limahl)                                    | 9 (G. Stróżniak)                               | 214          | Spice Girls (Melanie C)                        | 4. miejsce (E. John)                           |
| Katarzyna Glinka         | 24 (V. Villas)                                 | 32 (C. Zeta-Jones)                             | 14 (Anastacia)                                 | 9 (E. Presley)                                 | 23 (J. Laskowski)                              | 33 (J. Jackson)                                | 50 (H. Banaszak)                               | 18 (Fergie)                                    | 9 (D. Summer)                                  | 212          |                                                | 5. miejsce (K. Minogue) w duecie z Krzysztofem |
| Michał Grobelny          | 39 (M. Rodowicz)                               | 15 (M. Jackson)                                | 19 (A. Piaseczny)                              | 23 (A. Franklin)                               | 18 (S. Świerzyński)                            | 46 (Sting)                                     | 7 (B. Dickinson)                               | 22 (Z. Wodecki)                                | 23 (J. Rush)                                   | 212          | 5. miejsce (M. Szcześniak) w duecie z Natalią  |                                                |
| Natalia Szroeder         | 17 (B. Marley)                                 | 16 (M. Brodka)                                 | 39 (Lady Gaga)                                 | 19 (P. Stasiak)                                | 50 (W. Houston)                                | 17 (Eminem)                                    | 12 (T. Swift)                                  | 14 (S. Krajewski)                              | 26 (O. Osbourne)                               | 210          | 7. miejsce (E. Górniak) w duecie z Michałem G. |                                                |
| Krzysztof Respondek      | 30 (J. Kiepura)                                | 21 (E. Dmoch)                                  | 19 (A. Zaucha)                                 | 24 (R. Riedel)                                 | 14 (B. Streisand)                              | 18 (P. Wilson)                                 | 37 (P. McCartney)                              | 20 (M. Grechuta)                               | 21 (P. Anka)                                   | 204          | 8. miejsce (R. Williams) w duecie z Katarzyną  |                                                |

Legenda:
| 1. miejsce 2. miejsce 3. miejsce 4. miejsce | Awans do finału Brak awansu do finału Najlepiej oceniony występ odcinka Najsłabiej oceniony występ odcinka Niepunktowany występ zespołowy |

Goście specjalni i występy
| Odcinek | Artysta              | Rola                | Utwór                    |
| ------- | -------------------- | ------------------- | ------------------------ |
| 1       | Stefano Terrazzino   | Marino Marini       | „Nie płacz kiedy odjadę” |
| 1       | Tomasz Niecik        | Tomasz Niecik       | –                        |
| 2       | Piotr Gąsowski       | Village People      | „Y.M.C.A.”               |
| 2       | Maciej Dowbor        | Village People      | „Y.M.C.A.”               |
| 3       | Robert Chojnacki     | Robert Chojnacki    | „Prawie do nieba”        |
| 4       | Piotr Gąsowski       | Golec uOrkiestra    | „Ściernisco”             |
| 4       | Maciej Dowbor        | Golec uOrkiestra    | „Ściernisco”             |
| 4       | Paweł Stasiak        | Paweł Stasiak       | –                        |
| 7       | Piotr Gąsowski       | Just 5              | „Kolorowe sny”           |
| 7       | Maciej Dowbor        | Just 5              | „Kolorowe sny”           |
| 7       | Justyna Steczkowska  | Justyna Steczkowska | –                        |
| 9       | Katarzyna Skrzynecka | Pink                | „Lady Marmalade”         |
| 9       | Marek Kaliszuk       | Christina Aguilera  | „Lady Marmalade”         |
| 9       | Stefano Terrazzino   | Lil’ Kim            | „Lady Marmalade”         |
| 9       | Grzegorz Stróżniak   | Grzegorz Stróżniak  | –                        |
| 10      | Maryla Rodowicz      | Maryla Rodowicz     | –                        |

## Piąta edycja (wiosna 2016)

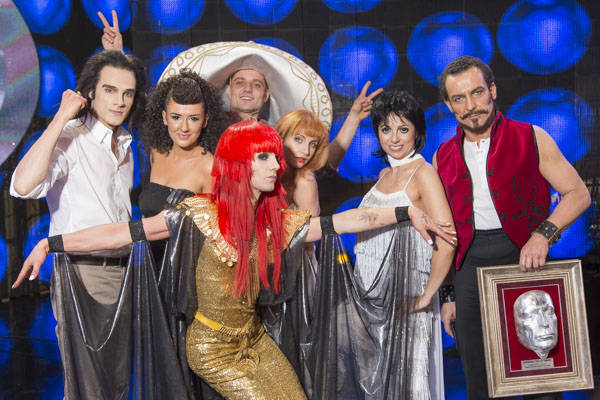
Uczestnicy piątej edycji Twoja Twarz Brzmi Znajomo

| Uczestnik            | Zdobyte punkty oraz odgrywana postać w odcinku | Zdobyte punkty oraz odgrywana postać w odcinku | Zdobyte punkty oraz odgrywana postać w odcinku | Zdobyte punkty oraz odgrywana postać w odcinku | Zdobyte punkty oraz odgrywana postać w odcinku | Zdobyte punkty oraz odgrywana postać w odcinku | Zdobyte punkty oraz odgrywana postać w odcinku | Zdobyte punkty oraz odgrywana postać w odcinku | Zdobyte punkty oraz odgrywana postać w odcinku | Suma punktów | Finał                                        | Finał                                    |
| Uczestnik            | 1                                              | 2                                              | 3                                              | 4                                              | 5                                              | 6                                              | 7                                              | 8                                              | 9                                              | Suma punktów | Występ zespołowy                             | Występ solo / w duecie                   |
| -------------------- | ---------------------------------------------- | ---------------------------------------------- | ---------------------------------------------- | ---------------------------------------------- | ---------------------------------------------- | ---------------------------------------------- | ---------------------------------------------- | ---------------------------------------------- | ---------------------------------------------- | ------------ | -------------------------------------------- | ---------------------------------------- |
| Aleksandra Szwed     | 35 (R. Jusis)                                  | 27 (D. Podsiadło)                              | 35 (Beyoncé)                                   | 6 (L. Kravitz)                                 | 14 (Czadoman)                                  | 35 (N. Furtado)                                | 34 (A. Dziubek)                                | 41 (E. Bartosiewicz)                           | 28 (K. Bednarek)                               | 255          | Vengaboys (D. van Rijswijk)                  | 1. miejsce (B. Ładysz)                   |
| Dariusz Kordek       | 12 (B. Springsteen)                            | 42 (N. Simone)                                 | 18 (Zucchero)                                  | 29 (Garou)                                     | 29 (M. Koterbska)                              | 34 (P. Swayze)                                 | 30 (J. Brown)                                  | 23 (D. Vasyl)                                  | 31 (Shaggy)                                    | 248          | Vengaboys (R. den Burger)                    | 2. miejsce (J. Koman)                    |
| Jerzy Grzechnik      | 42 (Adele)                                     | 20 (B. Spears)                                 | 30 (J. Iglesias)                               | 11 (G. Michael)                                | 28 (A. Lennox)                                 | 10 (D. Ross)                                   | 12 (Sarsa)                                     | 41 (A. Bocelli)                                | 42 (Ne-Yo)                                     | 236          | Vengaboys (R. Pors)                          | 3. miejsce (F. Welch)                    |
| Katarzyna Pakosińska | 13 (Madonna)                                   | 16 (Desireless)                                | 42 (B. Kozidrak)                               | 35 (A. Rojek)                                  | 27 (G. Brodzińska)                             | 20 (Kora)                                      | 18 (K. Flint)                                  | 20 (Indila)                                    | 34 (K. Bush)                                   | 225          | Vengaboys (K. Sasabone)                      | 4. miejsce (L. Minnelli)                 |
| Agnieszka Twardowska | 31 (Rihanna)                                   | 35 (C. Dion)                                   | 14 (S. Wonder)                                 | 13 (Kayah)                                     | 34 (E. Goulding)                               | 16 (Z. Martyniuk)                              | 32 (A. German)                                 | 25 (C. Aguilera)                               | 15 (C. Niemen)                                 | 215          |                                              | 5. miejsce (A. Keys) w duecie z Marcinem |
| Adam Fidusiewicz     | 13 (Discomił)                                  | 26 (A. Kiedis)                                 | 17 (S. Fox)                                    | 19 (K. Krawczyk)                               | 17 (S. Polak)                                  | 26 (M. Manson)                                 | 47 (The Mad Stuntman)                          | 17 (K. Cobain)                                 | 17 (J. Jett)                                   | 199          | 6. miejsce (N. Cave) w duecie z Katarzyną Z. |                                          |
| Katarzyna Zielińska  | 22 (V. Paradis)                                | 14 (T. Braxton)                                | 22 (L. Ylönen)                                 | 30 (J. Lopez)                                  | 26 (N. Reyes)                                  | 37 (Q. Latifah)                                | 8 (Cher)                                       | 13 (B. Łazuka)                                 | 19 (M. Ostrowska)                              | 191          | 7. miejsce (K. Minogue) w duecie z Adamem    |                                          |
| Marcin Rogacewicz    | 24 (M. Maleńczuk)                              | 12 (K.A.S.A.)                                  | 14 (T. Chapman)                                | 49 (D. Harry)                                  | 17 (M. Jagger)                                 | 14 (H. Frąckowiak)                             | 11 (M. Knopfler)                               | 12 (S. Paul)                                   | 6 (J. Morrison)                                | 159          | 8. miejsce (Jay-Z) w duecie z Agnieszką      |                                          |

Legenda:
| 1. miejsce 2. miejsce 3. miejsce 4. miejsce | Awans do finału Brak awansu do finału Najlepiej oceniony występ odcinka Najsłabiej oceniony występ odcinka Niepunktowany występ zespołowy |

Goście specjalni i występy
| Odcinek | Artysta                  | Rola               | Utwór                        |
| ------- | ------------------------ | ------------------ | ---------------------------- |
| 1       | Bartłomiej Kasprzykowski | Robbie Williams    | „Somethin’ Stupid”           |
| 1       | Tamara Arciuch           | Nicole Kidman      | „Somethin’ Stupid”           |
| 2       | Piotr Gąsowski           | Trubadurzy         | „Znamy się tylko z widzenia” |
| 2       | Maciej Dowbor            | Trubadurzy         | „Znamy się tylko z widzenia” |
| 5       | Piotr Gąsowski           | Banjo Band         | „Jožin z bažin”              |
| 5       | Maciej Dowbor            | Banjo Band         | „Jožin z bažin”              |
| 5       | Krzysztof Adamski        | Banjo Band         | „Jožin z bažin”              |
| 5       | Grażyna Brodzińska       | Grażyna Brodzińska | –                            |
| 6       | Paweł Jasionowski        | Paweł Jasionowski  | –                            |
| 6       | Zenon Martyniuk          | Zenon Martyniuk    | –                            |
| 6       | Agnieszka Hekiert        | Wendy Fraser       | „She’s Like The Wind”        |
| 7       | Piotr Gąsowski           | Right Said Fred    | „I’m Too Sexy”               |
| 7       | Maciej Dowbor            | Right Said Fred    | „I’m Too Sexy”               |
| 8       | Don Vasyl                | Don Vasyl          | –                            |
| 9       | Małgorzata Walewska      | Madonna            | „Don’t Cry for Me Argentina” |

## Szósta edycja (jesień 2016)
| Uczestnik         | Zdobyte punkty oraz odgrywana postać w odcinku | Zdobyte punkty oraz odgrywana postać w odcinku | Zdobyte punkty oraz odgrywana postać w odcinku | Zdobyte punkty oraz odgrywana postać w odcinku | Zdobyte punkty oraz odgrywana postać w odcinku | Zdobyte punkty oraz odgrywana postać w odcinku | Zdobyte punkty oraz odgrywana postać w odcinku | Zdobyte punkty oraz odgrywana postać w odcinku | Zdobyte punkty oraz odgrywana postać w odcinku | Suma punktów | Finał                                      | Finał                                            |
| Uczestnik         | 1                                              | 2                                              | 3                                              | 4                                              | 5                                              | 6                                              | 7                                              | 8                                              | 9                                              | Suma punktów | Występ zespołowy                           | Występ solo / w duecie                           |
| ----------------- | ---------------------------------------------- | ---------------------------------------------- | ---------------------------------------------- | ---------------------------------------------- | ---------------------------------------------- | ---------------------------------------------- | ---------------------------------------------- | ---------------------------------------------- | ---------------------------------------------- | ------------ | ------------------------------------------ | ------------------------------------------------ |
| Maria Tyszkiewicz | 19 (M. Szpak)                                  | 57 (A. Rose)                                   | 24 (Doda)                                      | 19 (E. Górniak)                                | 9 (Oceana)                                     | 29 (2Pac)                                      | 11 (Chris de Burgh)                            | 31 (Pink)                                      | 55 (A. Majewska)                               | 254          | Backstreet Boys (N. Carter)                | 1. miejsce (Rihanna)                             |
| Olga Szomańska    | 40 (T. Turner)                                 | 41 (J. Kay)                                    | 23 (B. Adams)                                  | 24 (B. Mars)                                   | 38 (Skin)                                      | 20 (K. Prońko)                                 | 42 (Sia)                                       | 23 (M. Fredriksson)                            | 15 (Mary J. Blige)                             | 266          | Backstreet Boys (B. Littrell)              | 2. miejsce (R. Thicke i P. Williams)             |
| Kamil Bijoś       | 28 (J. Timberlake)                             | 15 (S. Grzeszczak)                             | 55 (J. Feliciano)                              | 33 (J. Bieber)                                 | 16 (M. Carey)                                  | 25 (Imany)                                     | 24 (J. Derulo)                                 | 21 (F. Sinatra)                                | 18 (J. Newman)                                 | 235          | Backstreet Boys (AJ McLean)                | 3. miejsce (F. Mercury)                          |
| Michał Rudaś      | 20 (E. Sheeran)                                | 25 (R. Martin)                                 | 16 (S. Twain)                                  | 9 (M. Jeżowska)                                | 29 (B. Mec)                                    | 43 (L. Richie)                                 | 39 (K. Staszewski)                             | 31 (P. Domingo)                                | 28 (J. Arthur)                                 | 240          | Backstreet Boys (Howie D)                  | 4. miejsce (A. Zaucha)                           |
| Joanna Moro       | 11 (G. Ciechowski)                             | 12 (A. Jantar)                                 | 29 (Mesajah)                                   | 23 (A. Pugaczowa)                              | 29 (Haddaway)                                  | 34 (W. Kwietniewska)                           | 27 (L. Minnelli)                               | 40 (Fergie)                                    | 21 (A. Celentano)                              | 226          |                                            | 5. miejsce (O. Newton-John) w duecie z Mateuszem |
| Radosław Pazura   | 24 (Sting)                                     | 10 (Dr. Alban)                                 | 13 (U. Sipińska)                               | 18 (C. Martin)                                 | 43 (C. Rea)                                    | 17 (M. Dietrich)                               | 20 (S. Sojka)                                  | 20 (A. Gadowski)                               | 24 (D. Gahan)                                  | 189          | 6. miejsce (Sonny) w duecie z Olgą B.      |                                                  |
| Olga Borys        | 39 (S. Celińska)                               | 18 (R. Gawliński)                              | 11 (I. Jarocka)                                | 30 (J. Rotten)                                 | 11 (T. Anders)                                 | 16 (G. Stefani)                                | 12 (Danzel)                                    | 13 (B. George)                                 | 15 (B. Geldof)                                 | 165          | 7. miejsce (Cher) w duecie z Radosławem    |                                                  |
| Mateusz Banasiuk  | 11 (B. Gibb)                                   | 14 (T. Jones)                                  | 21 (K. Minogue)                                | 36 (B. Roberts)                                | 17 (Lady Gaga)                                 | 8 (M. Miller)                                  | 17 (B. Kaulitz)                                | 13 (E. Vedder)                                 | 16 (J. Donovan)                                | 153          | 8. miejsce (J. Travolta) w duecie z Joanną |                                                  |

Legenda:
| 1. miejsce 2. miejsce 3. miejsce 4. miejsce | Awans do finału Brak awansu do finału Najlepiej oceniony występ odcinka Najsłabiej oceniony występ odcinka Niepunktowany występ zespołowy |

Goście specjalni i występy
| Odcinek | Artysta           | Rola                    | Utwór                             |
| ------- | ----------------- | ----------------------- | --------------------------------- |
| 1       | Aleksandra Szwed  | Michael Jackson         | „Black or White”                  |
| 3       | Piotr Gąsowski    | Kabaret Starszych Panów | „Tanie dranie”                    |
| 3       | Maciej Dowbor     | Kabaret Starszych Panów | „Tanie dranie”                    |
| 3       | Doda              | Doda                    | –                                 |
| 4       | Majka Jeżowska    | Majka Jeżowska          | –                                 |
| 5       | Piotr Gąsowski    | Los Del Río             | „Macarena”                        |
| 5       | Maciej Dowbor     | Los Del Río             | „Macarena”                        |
| 5       | Maciej Dowbor     | Dieter Bohlen           | „Cheri, Cheri Lady”               |
| 6       | Marcin Miller     | Marcin Miller           | –                                 |
| 7       | Piotr Gąsowski    | Marek Kondrat           | „Mydełko Fa”                      |
| 7       | Maciej Dowbor     | Marlena Drozdowska      | „Mydełko Fa”                      |
| 7       | Nikola Lewenda    | Maddie Ziegler          | „Chandelier”                      |
| 7       | Igor Kwiatkowski  | Igor Kwiatkowski        | –                                 |
| 8       | Krzysztof Adamski | Per Gessle              | „Listen to Your Heart”            |
| 9       | Piotr Gąsowski    | Piotr Gąsowski          | „The Final Countdown (przeróbka)” |
| 9       | Maciej Dowbor     |                         | „The Final Countdown (przeróbka)” |
| 9       | Alicja Majewska   | Alicja Majewska         | –                                 |

## Siódma edycja (wiosna 2017)
| Uczestnik             | Zdobyte punkty oraz odgrywana postać w odcinku | Zdobyte punkty oraz odgrywana postać w odcinku | Zdobyte punkty oraz odgrywana postać w odcinku | Zdobyte punkty oraz odgrywana postać w odcinku | Zdobyte punkty oraz odgrywana postać w odcinku | Zdobyte punkty oraz odgrywana postać w odcinku | Zdobyte punkty oraz odgrywana postać w odcinku | Zdobyte punkty oraz odgrywana postać w odcinku | Zdobyte punkty oraz odgrywana postać w odcinku | Suma punktów | Finał                                           | Finał                                   |
| Uczestnik             | 1                                              | 2                                              | 3                                              | 4                                              | 5                                              | 6                                              | 7                                              | 8                                              | 9                                              | Suma punktów | Występ zespołowy                                | Występ solo / w duecie                  |
| --------------------- | ---------------------------------------------- | ---------------------------------------------- | ---------------------------------------------- | ---------------------------------------------- | ---------------------------------------------- | ---------------------------------------------- | ---------------------------------------------- | ---------------------------------------------- | ---------------------------------------------- | ------------ | ----------------------------------------------- | --------------------------------------- |
| Kasia Popowska        | 41 (Z. Martyniuk)                              | 18 (Cher)                                      | 13 (N. Minaj)                                  | 30 (M. Staszczyk)                              | 45 (C. Aguilera)                               | 24 (A. Grande)                                 | 26 (Jon Bon Jovi)                              | 24 (D. Henley)                                 | 22 (W. Goldberg)                               | 243          | One Direction (H. Styles)                       | 1. miejsce (Beyoncé)                    |
| Joanna Jabłczyńska    | 15 (I. Santor)                                 | 38 (M. Jackson)                                | 12 (N. Nykiel)                                 | 47 (A. Chylińska)                              | 29 (M. Cass)                                   | 10 (M. Wiśniewski)                             | 45 (J. Joplin)                                 | 11 (Sandra)                                    | 18 (M. Monroe)                                 | 225          | One Direction (L. Tomlinson)                    | 2. miejsce (J. Carrey)                  |
| Sławomir Zapała       | 25 (Fancy)                                     | 15 (P. McCartney)                              | 47 (G. Turnau)                                 | 6 (T. Turner)                                  | 16 (E. John)                                   | 24 (B. Dylan)                                  | 20 (L. Braz)                                   | 23 (A. Dąbrowski)                              | 45 (J. Rewiński)                               | 221          | One Direction (L. Payne)                        | 3. miejsce (F. Mercury)                 |
| Zofia Nowakowska      | 48 (J. Lopez)                                  | 35 (LP)                                        | 13 (Shakin’ Stevens)                           | 13 (W. Houston)                                | 27 (G. Stefani)                                | 21 (Sade)                                      | 19 (J. Groban)                                 | 14 (Shakira)                                   | 32 (Elsa)                                      | 222          | One Direction (N. Horan)                        | 4. miejsce (C. Dion)                    |
| Paweł Jasionowski     | 11 (Urszula)                                   | 19 (B. Joel)                                   | 30 (B. Mars)                                   | 40 (T. Cutugno)                                | 16 (T. Lindemann)                              | 47 (M. Gray)                                   | 17 (M. Zelmerlöw)                              | 14 (C. Checker)                                | 23 (E. Bodo)                                   | 217          |                                                 | 5. miejsce (A. Bano) w duecie z Jakubem |
| Krzysztof Kwiatkowski | 17 (G. Michael)                                | 26 (Stachursky)                                | 19 (B. Tyler)                                  | 23 (Madonna)                                   | 18 (A. Levine)                                 | 26 (J. Połomski)                               | 25 (J. Hetfield)                               | 29 (L. Cohen)                                  | 28 (C. Topol)                                  | 211          | 6. miejsce (Z. Wodecki) w duecie z Moniką       |                                         |
| Monika Borzym         | 22 (Adele)                                     | 9 (V. Villas)                                  | 37 (F. Andrzejczak)                            | 24 (S. Smith)                                  | 18 (K. Krawczyk)                               | 22 (C. Khan)                                   | 23 (S. Wielanek)                               | 39 (K. Jędrusik)                               | 6 (R. Woods)                                   | 200          | 7. miejsce (Z. Sośnicka) w duecie z Krzysztofem |                                         |
| Jakub Świderski       | 13 (R. Charles)                                | 32 (W. Gąssowski)                              | 21 (P. Smith)                                  | 9 (Á. Soler)                                   | 23 (K. Stanek)                                 | 18 (W. Łuszczykiewicz)                         | 17 (L. Mitchell)                               | 38 (M. Stipe)                                  | 18 (M. Streep)                                 | 189          | 8. miejsce (R. Power) w duecie z Pawłem         |                                         |

Legenda:
| 1. miejsce 2. miejsce 3. miejsce 4. miejsce | Awans do finału Brak awansu do finału Najlepiej oceniony występ odcinka Najsłabiej oceniony występ odcinka Niepunktowany występ zespołowy |

Goście specjalni i występy
| Odcinek | Artysta                 | Rola                    | Utwór                         |
| ------- | ----------------------- | ----------------------- | ----------------------------- |
| 1       | Maria Tyszkiewicz       | Doda                    | „Bad Girls”                   |
| 1       | Doda                    |                         | „Bad Girls”                   |
| 1       | Urszula                 | Urszula                 | –                             |
| 2       | Magdalena Kajrowicz     | Linda McCartney         | „Hope of Deliverance”         |
| 3       | Piotr Gąsowski          | The Beach Boys          | „Surfin’ U.S.A.” (przeróbka)  |
| 3       | Maciej Dowbor           | The Beach Boys          | „Surfin’ U.S.A.” (przeróbka)  |
| 5       | Piotr Gąsowski          | Andrzej Rosiewicz       | „Chłopcy radarowcy”           |
| 5       | Maciej Dowbor           | Andrzej Koziński        | „Chłopcy radarowcy”           |
| 6       | Wojciech Łuszczykiewicz | Wojciech Łuszczykiewicz | –                             |
| 7       | Piotr Gąsowski          | –                       | „Sing Hallelujah” (przeróbka) |
| 7       | Maciej Dowbor           | –                       | „Sing Hallelujah” (przeróbka) |
| 9       | Piotr Gąsowski          | Jerzy Stuhr             | Scena z filmu Seksmisja       |
| 9       | Maciej Dowbor           | Olgierd Łukaszewicz     | Scena z filmu Seksmisja       |
| 9       | Olga Szomańska          | Olga Szomańska          | –                             |

## Ósma edycja (jesień 2017)
| Uczestnik             | Zdobyte punkty oraz odgrywana postać w odcinku | Zdobyte punkty oraz odgrywana postać w odcinku | Zdobyte punkty oraz odgrywana postać w odcinku | Zdobyte punkty oraz odgrywana postać w odcinku | Zdobyte punkty oraz odgrywana postać w odcinku | Zdobyte punkty oraz odgrywana postać w odcinku | Zdobyte punkty oraz odgrywana postać w odcinku | Zdobyte punkty oraz odgrywana postać w odcinku | Zdobyte punkty oraz odgrywana postać w odcinku | Suma punktów | Finał                                        | Finał                                       |
| Uczestnik             | 1                                              | 2                                              | 3                                              | 4                                              | 5                                              | 6                                              | 7                                              | 8                                              | 9                                              | Suma punktów | Występ zespołowy                             | Występ solo / w duecie                      |
| --------------------- | ---------------------------------------------- | ---------------------------------------------- | ---------------------------------------------- | ---------------------------------------------- | ---------------------------------------------- | ---------------------------------------------- | ---------------------------------------------- | ---------------------------------------------- | ---------------------------------------------- | ------------ | -------------------------------------------- | ------------------------------------------- |
| Kacper Kuszewski      | 21 (Sting)                                     | 33 (M. Rodowicz)                               | 31 (S. Jopek)                                  | 32 (M. Elliott)                                | 22 (Anastacia)                                 | 28 (R. Williams)                               | 29 (D. Ross)                                   | 19 (R. Stewart)                                | 70 (M. Fogg)                                   | 285          | Vox (W. Paszt)                               | 1. miejsce (M. Callas)                      |
| Krzysztof Antkowiak   | 40 (S. Wonder)                                 | 16 (L. Fonsi)                                  | 23 (Rag’n’Bone Man)                            | 23 (D. Warwick)                                | 11 (Garou)                                     | 55 (B. Johnson)                                | 20 (T. Chapman)                                | 12 (P. Gabriel)                                | 26 (B. Springsteen)                            | 226          | Vox (R. Rynkowski)                           | 2. miejsce (M. Bublé)                       |
| Anna Dereszowska      | 28 (E. Sheeran)                                | 27 (M. Rodowicz)                               | 9 (R. Gawliński)                               | 41 (T. Swift)                                  | 43 (Kora)                                      | 13 (B. Kozidrak)                               | 11 (J. Lopez)                                  | 48 (A. Cooper)                                 | 24 (Cher)                                      | 244          | Vox (J. Słota)                               | 3. miejsce (É. Piaf)                        |
| Beata Olga Kowalska   | 34 (Mesajah)                                   | 16 (Imany)                                     | 13 (D. Bowie)                                  | 33 (M. Gwiazdowski)                            | 28 (Fergie)                                    | 10 (T. Woźniak)                                | 20 (A. Lennox)                                 | 59 (E. Demarczyk)                              | 11 (M. Staszczyk)                              | 224          | Vox (A. Kozioł)                              | 4. miejsce (Pink)                           |
| Kasia Moś             | 26 (Kayah)                                     | 24 (Miodu)                                     | 17 (K. Perry)                                  | 34 (K. Stankiewicz)                            | 18 (S. Brightman)                              | 16 (M. Jackson)                                | 59 (A. Keys)                                   | 6 (David Lee Roth)                             | 20 (D. Klein)                                  | 220          |                                              | 5. miejsce (P. Zadora) w duecie z Mariuszem |
| Mariusz Ostrowski     | 10 (Shazza)                                    | 14 (L. Bega)                                   | 65 (R. Waters)                                 | 6 (M. Trainor)                                 | 32 (M. Jakubowicz)                             | 34 (D. Martin)                                 | 13 (G. Ciechowski)                             | 21 (E. Iglesias)                               | 14 (E. Presley)                                | 209          | 6. miejsce (J. Jackson) w duecie z Katarzyną |                                             |
| Marcel Sabat          | 20 (J. Cash)                                   | 36 (A. Lear)                                   | 21 (O. Osbourne)                               | 14 (M. Maleńczuk)                              | 22 (50 Cent)                                   | 21 (Kesha)                                     | 32 (Stromae)                                   | 17 (J. Panasewicz)                             | 15 (J. Dassin)                                 | 198          | 7. miejsce (C. Martin) w duecie z Aleksandrą |                                             |
| Aleksandra Gintrowska | 13 (I. Jarocka)                                | 26 (B. Ylvisåker)                              | 13 (B. Spears)                                 | 9 (R. Astley)                                  | 16 (Des’ree)                                   | 15 (E. Rossum)                                 | 8 (Shaggy)                                     | 10 (N. Scherzinger)                            | 12 (K. Sasabone)                               | 122          | 8. miejsce (Rihanna) w duecie z Marcelem     |                                             |

Legenda:
| 1. miejsce 2. miejsce 3. miejsce 4. miejsce | Awans do finału Brak awansu do finału Najlepiej oceniony występ odcinka Najsłabiej oceniony występ odcinka | Zaproś przyjaciela Wygrany pojedynek Przegrany pojedynek Niepunktowany występ zespołowy |

Goście specjalni i występy
| Odcinek | Artysta           | Rola              | Utwór                            |
| ------- | ----------------- | ----------------- | -------------------------------- |
| 1       | Kasia Popowska    | Bruno Mars        | „24K Magic”                      |
| 3       | Piotr Gąsowski    | Piotr Gąsowski    | „Live Is Life” (przeróbka)       |
| 3       | Maciej Dowbor     |                   | „Live Is Life” (przeróbka)       |
| 4       | Marek Gwiazdowski | Marek Gwiazdowski | –                                |
| 5       | Piotr Gąsowski    | Jarzębina         | „Koko Euro Spoko”                |
| 5       | Maciej Dowbor     | Jarzębina         | „Koko Euro Spoko”                |
| 6       | Tadeusz Woźniak   | Tadeusz Woźniak   | –                                |
| 7       | Piotr Gąsowski    | Piotr Gąsowski    | „Smoke on the Water” (przeróbka) |
| 7       | Maciej Dowbor     |                   | „Smoke on the Water” (przeróbka) |
| 8       | Janusz Panasewicz | Janusz Panasewicz | –                                |
| 9       | Piotr Gąsowski    | Mazowsze          | „Ukochany kraj” (przeróbka)      |
| 9       | Maciej Dowbor     | Mazowsze          | „Ukochany kraj” (przeróbka)      |
| 10      | Aleksandra Szwed  | Aleksandra Szwed  | –                                |
| 10      | Marek Kaliszuk    |                   | –                                |
| 10      | Teresa Lipowska   |                   | –                                |

## Dziewiąta edycja (wiosna 2018)
| Uczestnik             | Zdobyte punkty oraz odgrywana postać w odcinku | Zdobyte punkty oraz odgrywana postać w odcinku | Zdobyte punkty oraz odgrywana postać w odcinku | Zdobyte punkty oraz odgrywana postać w odcinku | Zdobyte punkty oraz odgrywana postać w odcinku | Zdobyte punkty oraz odgrywana postać w odcinku | Zdobyte punkty oraz odgrywana postać w odcinku | Zdobyte punkty oraz odgrywana postać w odcinku | Zdobyte punkty oraz odgrywana postać w odcinku | Suma punktów | Finał                                      | Finał                                             |
| Uczestnik             | 1                                              | 2                                              | 3                                              | 4                                              | 5                                              | 6                                              | 7                                              | 8                                              | 9                                              | Suma punktów | Występ zespołowy                           | Występ solo / w duecie                            |
| --------------------- | ---------------------------------------------- | ---------------------------------------------- | ---------------------------------------------- | ---------------------------------------------- | ---------------------------------------------- | ---------------------------------------------- | ---------------------------------------------- | ---------------------------------------------- | ---------------------------------------------- | ------------ | ------------------------------------------ | ------------------------------------------------- |
| Filip Lato            | 37 (J. Blunt)                                  | 9 (Sia)                                        | 20 (Eleni)                                     | 10 (Á. Soler)                                  | 30 (D. Martin)                                 | 10 (F. Welch)                                  | 57 (J. Derulo)                                 | 30 (M. Wiśniewski)                             | 45 (C. Niemen)                                 | 248          | ABBA (B. Ulvaeus)                          | 1. miejsce (R. Plant)                             |
| Jan Traczyk           | 13 (A. Wyszkoni)                               | 35 (J. Legend)                                 | 29 (N. Sinatra)                                | 40 (S. Przybylska)                             | 41 (Eminem)                                    | 31 (Hozier)                                    | 17 (G. Gaynor)                                 | 25 (A. Zaucha)                                 | 21 (Lana Del Rey)                              | 252          | ABBA (A.-F. Lyngstad)                      | 2. miejsce (E. Sheeran)                           |
| Anna Guzik            | 39 (K. Krawczyk)                               | 24 (M. Hutchence)                              | 11 (Dalida)                                    | 29 (Sławomir)                                  | 21 (J. Chmielnik)                              | 59 (H. Banaszak)                               | 25 (A. Pugaczowa)                              | 24 (B. Idol)                                   | 18 (K. Prońko)                                 | 250          | ABBA (B. Andersson)                        | 3. miejsce (B. Kozidrak)                          |
| Krzysztof Szczepaniak | 43 (S. Bassey)                                 | 25 (Mika)                                      | 39 (A. Rosiewicz)                              | 25 (M. Bajor)                                  | 14 (M. Streep)                                 | 10 (P. Sołoducha)                              | 28 (Redfoo)                                    | 30 (T. Lindemann)                              | 23 (S. Tyler)                                  | 237          | ABBA (A. Fältskog)                         | 4. miejsce (Lady Gaga)                            |
| Joanna „Ruda” Lazer   | 23 (K. Kowalska)                               | 15 (K. Cugowski)                               | 18 (T. Organek)                                | 26 (M. Gray)                                   | 43 (R. Zellweger)                              | 25 (Madonna)                                   | 15 (P. Kupicha)                                | 33 (B. Ditto)                                  | 26 (C. Lauper)                                 | 224          |                                            | 5. miejsce (E. Bartosiewicz) w duecie z Andrzejem |
| Natalia Krakowiak     | 19 (N. Minaj)                                  | 39 (M. Borys)                                  | 16 (The Weeknd)                                | 10 (Shakira)                                   | 18 (J. Garland)                                | 25 (Terence Trent D’Arby)                      | 21 (Beyoncé)                                   | 25 (S. Grzeszczak)                             | 7 (A. Lambert)                                 | 180          | 6. miejsce (R. Ora) w duecie z Izabellą    |                                                   |
| Izabella Miko         | 13 (Hans van Vondelen)                         | 24 (G. Halliwell)                              | 28 (Prince)                                    | 43 (Björk)                                     | 21 (C. Chaplin)                                | 12 (M. Jackson)                                | 10 (A. Jurksztowicz)                           | 15 (Z. Larsson)                                | 9 (Carly Rae Jepsen)                           | 175          | 7. miejsce (I. Azalea) w duecie z Natalią  |                                                   |
| Andrzej Młynarczyk    | 5 (R. Rynkowski)                               | 21 (M. Jones)                                  | 31 (D. Reynolds)                               | 9 (W. Smith)                                   | 4 (Pan Wołodyjowski)                           | 20 (R. Schuberth)                              | 19 (T. Nalepa)                                 | 10 (A. Klepacz)                                | 43 (J. Brown)                                  | 162          | 8. miejsce (K. Krawczyk) w duecie z Joanną |                                                   |

Legenda:
| 1. miejsce 2. miejsce 3. miejsce 4. miejsce | Awans do finału Brak awansu do finału Najlepiej oceniony występ odcinka Najsłabiej oceniony występ odcinka Niepunktowany występ zespołowy |

Goście specjalni i występy
| Odcinek | Artysta             | Rola              | Utwór                                                |
| ------- | ------------------- | ----------------- | ---------------------------------------------------- |
| 1       | Kacper Kuszewski    | Elton John        | „Don’t Go Breaking My Heart”                         |
| 1       | Kacper Kuszewski    | RuPaul            | „Don’t Go Breaking My Heart”                         |
| 1       | Ania Wyszkoni       | Ania Wyszkoni     | –                                                    |
| 2       | Nikola Lewenda      | Maddie Ziegler    | „Cheap Thrills”                                      |
| 3       | Piotr Gąsowski      | O-Zone            | „Dragostea din tei” (przeróbka)                      |
| 3       | Maciej Dowbor       | O-Zone            | „Dragostea din tei” (przeróbka)                      |
| 4       | Sławomir            | Sławomir          | –                                                    |
| 4       | Magdalena Kajrowicz |                   | –                                                    |
| 5       | Piotr Gąsowski      | Darth Vader       | Scena z filmu Gwiezdne wojny: część VI – Powrót Jedi |
| 5       | Maciej Dowbor       | Luke Skywalker    | Scena z filmu Gwiezdne wojny: część VI – Powrót Jedi |
| 7       | Piotr Gąsowski      | Seweryn Krajewski | „Baw mnie”                                           |
| 7       | Maciej Dowbor       | Urszula           | „Baw mnie”                                           |
| 7       | Anna Jurksztowicz   | Anna Jurksztowicz | –                                                    |
| 8       | Michał Wiśniewski   | Michał Wiśniewski | –                                                    |

## Dziesiąta edycja (jesień 2018)
| Uczestnik                   | Zdobyte punkty oraz odgrywana postać w odcinku | Zdobyte punkty oraz odgrywana postać w odcinku | Zdobyte punkty oraz odgrywana postać w odcinku | Zdobyte punkty oraz odgrywana postać w odcinku | Zdobyte punkty oraz odgrywana postać w odcinku | Zdobyte punkty oraz odgrywana postać w odcinku | Zdobyte punkty oraz odgrywana postać w odcinku | Zdobyte punkty oraz odgrywana postać w odcinku | Zdobyte punkty oraz odgrywana postać w odcinku | Suma punktów | Finał                                        | Finał                                     |
| Uczestnik                   | 1                                              | 2                                              | 3                                              | 4                                              | 5                                              | 6                                              | 7                                              | 8                                              | 9                                              | Suma punktów | Występ zespołowy                             | Występ solo / w duecie                    |
| --------------------------- | ---------------------------------------------- | ---------------------------------------------- | ---------------------------------------------- | ---------------------------------------------- | ---------------------------------------------- | ---------------------------------------------- | ---------------------------------------------- | ---------------------------------------------- | ---------------------------------------------- | ------------ | -------------------------------------------- | ----------------------------------------- |
| Mateusz Ziółko              | 21 (T. Turner)                                 | 30 (A. Rybiński)                               | 26 (M. Reilly)                                 | 60 (Z. Wodecki)                                | 22 (L. Kravitz)                                | 37 (G. Markowski)                              | 34 (K. Meine)                                  | 21 (Drupi)                                     | 17 (D. Vasyl)                                  | 268          | Boney M. (B. Farrell)                        | 1. miejsce (A. Franklin)                  |
| Rafał Szatan                | 19 (B. Mars)                                   | 36 (T. Tikaram)                                | 32 (Bono)                                      | 27 (J. Iglesias)                               | 40 (D. Podsiadło)                              | 25 (Sade)                                      | 34 (J. Derulo)                                 | 55 (A. Bocelli)                                | 14 (I. Gillan)                                 | 282          | Boney M. (M. Williams)                       | 2. miejsce (M. Bolton)                    |
| Marek Molak                 | 28 (K. Klenczon)                               | 34 (P. Collins)                                | 34 (G. Hyży)                                   | 4 (M. Koterbska)                               | 15 (K. Nosowska)                               | 18 (Popek)                                     | 19 (A. Piaseczny)                              | 46 (R. Carrà)                                  | 34 (E. Burdon)                                 | 232          | Boney M. (M. Barrett)                        | 3. miejsce (J. Hetfield)                  |
| Adriana Kalska              | 31 (C. Coffie)                                 | 8 (K. Wilde)                                   | 18 (A. Krzywy)                                 | 25 (Margaret)                                  | 42 (J. Cocker)                                 | 15 (R. Ora)                                    | 33 (A. Chylińska)                              | 8 (Zucchero)                                   | 32 (Adele)                                     | 212          | Boney M. (L. Mitchell)                       | 4. miejsce (Doda)                         |
| Honorata Skarbek            | 30 (Mandaryna)                                 | 30 (J. Bieber)                                 | 21 (H. Kunicka)                                | 24 (Rihanna)                                   | 15 (P. McCartney)                              | 21 (Pink)                                      | 24 (S. Smith)                                  | 20 (Madonna)                                   | 23 (A. Lee)                                    | 208          |                                              | 5. miejsce (Beyoncé) w duecie z Bogumiłem |
| Bogumił „Boogie” Romanowski | 17 (J. Panasewicz)                             | 22 (M. Miller)                                 | 20 (L. Gallagher)                              | 13 (Norbi)                                     | 23 (Cardi B)                                   | 18 (C. Martin)                                 | 24 (B. Vinton)                                 | 19 (D. Modugno)                                | 47 (Drake)                                     | 203          | 6. miejsce (S. Paul) w duecie z Honoratą     |                                           |
| Michalina Sosna             | 22 (K. Antkowiak)                              | 16 (Cleo)                                      | 27 (A. Simone)                                 | 11 (Limahl)                                    | 19 (K. Perry)                                  | 36 (D. Summer)                                 | 13 (K. Jaryczewski)                            | 18 (S. Loren)                                  | 15 (Sarsa)                                     | 177          | 7. miejsce (J. Wołkowa) w duecie z Katarzyną |                                           |
| Katarzyna Maciąg            | 24 (K. Minogue)                                | 16 (W. Michnikowski)                           | 14 (D. Hidalgo)                                | 28 (D. Harry)                                  | 16 (Alizée)                                    | 22 (W. Kwietniewska)                           | 11 (V. Paradis)                                | 5 (R. Power)                                   | 10 (T. Anders)                                 | 146          | 8. miejsce (L. Katina) w duecie z Michaliną  |                                           |

Legenda:
| 1. miejsce 2. miejsce 3. miejsce 4. miejsce | Awans do finału Brak awansu do finału Najlepiej oceniony występ odcinka Najsłabiej oceniony występ odcinka Niepunktowany występ zespołowy |

Goście specjalni i występy
| Odcinek | Artysta               | Rola                  | Utwór                        |
| ------- | --------------------- | --------------------- | ---------------------------- |
| 1       | Filip Lato            | Michael Jackson       | „We Are the World”           |
| 1       | Katarzyna Skrzynecka  | Tina Turner           | „We Are the World”           |
| 1       | Mariusz Totoszko      | Stevie Wonder         | „We Are the World”           |
| 1       | Bilguun Ariunbaatar   | Lionel Richie         | „We Are the World”           |
| 1       | Jacek Kawalec         | Willie Nelson         | „We Are the World”           |
| 1       | Maria Tyszkiewicz     | Bob Dylan             | „We Are the World”           |
| 1       | Paweł Jasionowski     | Billy Joel            | „We Are the World”           |
| 1       | Kacper Kuszewski      | Diana Ross            | „We Are the World”           |
| 1       | Krzysztof Antkowiak   | Dionne Warwick        | „We Are the World”           |
| 1       | Joanna Lazer          | Cyndi Lauper          | „We Are the World”           |
| 1       | Mandaryna             | Mandaryna             | –                            |
| 2       | Andrzej Rybiński      | Andrzej Rybiński      | –                            |
| 3       | Marek Kaliszuk        | Ariana Grande         | „Faith”                      |
| 3       | Aleksandra Szwed      | Stevie Wonder         | „Faith”                      |
| 3       | Grzegorz Hyży         | Grzegorz Hyży         | –                            |
| 5       | Piotr Gąsowski        | Goombay Dance Band    | „Sun of Jamaica” (przeróbka) |
| 5       | Maciej Dowbor         | Goombay Dance Band    | „Sun of Jamaica” (przeróbka) |
| 6       | Grzegorz Markowski    | Grzegorz Markowski    | –                            |
| 6       | Popek                 | Popek                 | –                            |
| 7       | Jason Derulo          | Jason Derulo          | –                            |
| 7       | Krzysztof Jaryczewski | Krzysztof Jaryczewski | –                            |
| 8       | Katarzyna Skrzynecka  | Montserrat Caballé    | „Libiamo ne’ lieti calici”   |
| 8       | Kacper Kuszewski      | José Carreras         | „Libiamo ne’ lieti calici”   |
| 8       | Piotr Gąsowski        | Schrott nach 8        | „Zuppa romana”               |
| 8       | Maciej Dowbor         | Schrott nach 8        | „Zuppa romana”               |
| 9       | Agnieszka Hekiert     | Lady Gaga             | „The Lady is a Tramp”        |
| 9       | Krzysztof Adamski     | Tony Bennett          | „The Lady is a Tramp”        |
| 9       | Sarsa                 | Sarsa                 | –                            |
| 10      | Tomasz Lubert         | Tomasz Lubert         | –                            |
| 10      | Michał Rudaś          | A.R. Rahman           | „Jai Ho”                     |
| 10      | Marek Kaliszuk        | Marek Kaliszuk        | –                            |
| 10      | Filip Lato            |                       | –                            |

## Jedenasta edycja (wiosna 2019)
| Uczestnik                 | Zdobyte punkty oraz odgrywana postać w odcinku | Zdobyte punkty oraz odgrywana postać w odcinku | Zdobyte punkty oraz odgrywana postać w odcinku | Zdobyte punkty oraz odgrywana postać w odcinku | Zdobyte punkty oraz odgrywana postać w odcinku | Zdobyte punkty oraz odgrywana postać w odcinku | Zdobyte punkty oraz odgrywana postać w odcinku | Zdobyte punkty oraz odgrywana postać w odcinku | Zdobyte punkty oraz odgrywana postać w odcinku | Zdobyte punkty oraz odgrywana postać w odcinku | Zdobyte punkty oraz odgrywana postać w odcinku | Suma punktów | Finał                                       | Finał                               |
| Uczestnik                 | 1                                              | 2                                              | 3                                              | 4                                              | 5                                              | 6                                              | 7                                              | 8                                              | 9                                              | 10                                             | 11                                             | Suma punktów | Występ zespołowy                            | Występ solo / w duecie              |
| ------------------------- | ---------------------------------------------- | ---------------------------------------------- | ---------------------------------------------- | ---------------------------------------------- | ---------------------------------------------- | ---------------------------------------------- | ---------------------------------------------- | ---------------------------------------------- | ---------------------------------------------- | ---------------------------------------------- | ---------------------------------------------- | ------------ | ------------------------------------------- | ----------------------------------- |
| Kazimierz Mazur           | 26 (P. Domagała)                               | 38 (H. Frąckowiak)                             | 7 (Z. Martyniuk)                               | 22 (B. Manilow)                                | 26 (L. Armstrong)                              | 6 (P. Szczepanik)                              | 55 (J. Gniatkowski)                            | 35 (P. Kukiz)                                  | 21 (K. Stanek)                                 | 20 (Z. Sośnicka)                               | 24 (B. Farrell)                                | 280          | The Black Eyed Peas (apl.de.ap)             | 1. miejsce (M. Monroe)              |
| Katarzyna Dąbrowska       | 39 (C. Isaak)                                  | 24 (J. Joplin)                                 | 24 (A. Lennox)                                 | 17 (J. Lopez)                                  | 33 (T. Yorke)                                  | 14 (Bono)                                      | 11 (Shakira)                                   | 28 (A. Chylińska)                              | 49 (A. Winehouse)                              | 23 (C. Aguilera)                               | 24 (A. Merton)                                 | 286          | The Black Eyed Peas (Taboo)                 | 2. miejsce (R. Riedel)              |
| Elżbieta Romanowska       | 15 (K. Cugowski)                               | 20 (V. Villas)                                 | 65 (M. Elliott)                                | 33 (E. Farna)                                  | 28 (K. Nosowska)                               | 12 (U. Sipińska)                               | 20 (C. Emerald)                                | 19 (S. Kingston)                               | 12 (K. Osbourne)                               | 65 (D. Day)                                    | 26 (A. Moyet)                                  | 315          | The Black Eyed Peas (Fergie)                | 3. miejsce (J. Jackson)             |
| Antek Smykiewicz          | 38 (C. Kroeger)                                | 16 (Anastacia)                                 | 21 (D. Draiman)                                | 6 (S. Świerzyński)                             | 43 (Rag’n’Bone Man)                            | 19 (J. Kóbor)                                  | 31 (N. Reyes)                                  | 16 (Usher)                                     | 43 (J. Bay)                                    | 20 (E. Sheeran)                                | 31 (R. Stewart)                                | 284          | The Black Eyed Peas (will.i.am)             | 4. miejsce (S. Tankian)             |
| Marta Wiejak              | 19 (E. Goulding)                               | 51 (N. Minaj)                                  | 7 (S. Grzeszczak)                              | 18 (C. Bennington)                             | 16 (D. Ross)                                   | 35 (G. Stefani)                                | 34 (C. Cabello)                                | 10 (B. Streisand)                              | 32 (M. Jagger)                                 | 20 (F. Astaire)                                | 29 (K. Bush)                                   | 271          |                                             | 5. miejsce (Madonna) w duecie z Igą |
| Stanisław Karpiel-Bułecka | 18 (Boogie)                                    | 6 (J. Bryndal)                                 | 29 (Ben E. King)                               | 30 (K. Staszewski)                             | 17 (M. Staszczyk)                              | 40 (M. Manson)                                 | 10 (Á. Soler)                                  | 40 (G. Harrison)                               | 12 (A. Zieliński)                              | 6 (M. Pellow)                                  | 42 (S. Celińska)                               | 250          | 6. miejsce (S. Blu) w duecie z Kamilem      |                                     |
| Iga Krefft                | 22 (Rihanna)                                   | 16 (A. Rose)                                   | 24 (S. Gomez)                                  | 23 (B. Kozidrak)                               | 17 (K. Perry)                                  | 43 (M. Gold)                                   | 23 (C. Segundo)                                | 24 (W. Houston)                                | 15 (B. Mars)                                   | 21 (Lady Gaga)                                 | 5 (E. Vedder)                                  | 233          | 7. miejsce (B. Spears) w duecie z Martą     |                                     |
| Kamil Pawelski            | 15 (M. Rodowicz)                               | 21 (Seal)                                      | 15 (R. Rynkowski)                              | 43 (Sting)                                     | 12 (S. Dogg)                                   | 23 (T. Jones)                                  | 8 (Juanes)                                     | 20 (J. Panasewicz)                             | 8 (J. Helms)                                   | 17 (J. Cocker)                                 | 11 (C. Followill)                              | 193          | 8. miejsce (Redfoo) w duecie ze Stanisławem |                                     |

Legenda:
| 1. miejsce 2. miejsce 3. miejsce 4. miejsce | Awans do finału Brak awansu do finału Najlepiej oceniony występ odcinka Najsłabiej oceniony występ odcinka Niepunktowany występ zespołowy |

Goście specjalni i występy
| Odcinek | Artysta               | Rola                 | Utwór                        |
| ------- | --------------------- | -------------------- | ---------------------------- |
| 1       | Mateusz Ziółko        | Bradley Cooper       | „Shallow”                    |
| 1       | Rafał Szatan          | Lady Gaga            | „Shallow”                    |
| 1       | Mariusz Kałamaga      | Mariusz Kałamaga     | –                            |
| 1       | Boogie                | Boogie               | –                            |
| 1       | Maryla Rodowicz       | Maryla Rodowicz      | –                            |
| 2       | Jacek Bryndal         | Jacek Bryndal        | –                            |
| 2       | Halina Frąckowiak     | Halina Frąckowiak    | –                            |
| 3       | Maria Tyszkiewicz     | Bananarama           | „Venus”                      |
| 3       | Kamil Bijoś           | Bananarama           | „Venus”                      |
| 3       | Marek Molak           | Bananarama           | „Venus”                      |
| 3       | Zenon Martyniuk       | Zenon Martyniuk      | –                            |
| 3       | Ryszard Rynkowski     | Ryszard Rynkowski    | –                            |
| 4       | Sławomir Świerzyński  | Sławomir Świerzyński | –                            |
| 4       | Ewa Farna             | Ewa Farna            | –                            |
| 5       | Piotr Gąsowski        | Black Lace           | „Agadoo”                     |
| 5       | Maciej Dowbor         | Black Lace           | „Agadoo”                     |
| 5       | Muniek Staszczyk      | Muniek Staszczyk     | –                            |
| 7       | Artur Chamski         | Las Ketchup          | „The Ketchup Song (Aserejé)” |
| 7       | Barbara Melzer        | Las Ketchup          | „The Ketchup Song (Aserejé)” |
| 7       | Krzysztof Szczepaniak | Las Ketchup          | „The Ketchup Song (Aserejé)” |
| 7       | Krystyna Maciejewska  | Krystyna Maciejewska | „Piosenka kubańska”          |
| 8       | Janusz Panasewicz     | Janusz Panasewicz    | –                            |
| 9       | Andrzej Zieliński     | Andrzej Zieliński    | „Wierniejsza od marzenia”    |
| 9       | Jacek Zieliński       |                      | „Wierniejsza od marzenia”    |
| 10      | Stefano Terrazzino    | John Travolta        | „You’re the One That I Want” |
| 10      | Michalina Sosna       | Olivia Newton-John   | „You’re the One That I Want” |
| 10      | Aleksandra Kot        | Aleksandra Kot       | –                            |
| 11      | Yaremi Alfonso        | Bellini              | „Samba de Janeiro”           |
| 11      | Stanisława Celińska   | Stanisława Celińska  | –                            |
| 11      | Piotr Gąsowski        | Franek Kimono        | „W aucie”                    |
| 11      | Maciej Dowbor         | Sokół                | „W aucie”                    |
| 12      | Jakub Wieczorek       | Jakub Wieczorek      | –                            |
| 12      | Aleksandra Kot        |                      | –                            |

## Dwunasta edycja (jesień 2019)
| Uczestnik                  | Zdobyte punkty oraz odgrywana postać w odcinku | Zdobyte punkty oraz odgrywana postać w odcinku | Zdobyte punkty oraz odgrywana postać w odcinku | Zdobyte punkty oraz odgrywana postać w odcinku | Zdobyte punkty oraz odgrywana postać w odcinku | Zdobyte punkty oraz odgrywana postać w odcinku | Zdobyte punkty oraz odgrywana postać w odcinku | Zdobyte punkty oraz odgrywana postać w odcinku | Zdobyte punkty oraz odgrywana postać w odcinku | Zdobyte punkty oraz odgrywana postać w odcinku | Zdobyte punkty oraz odgrywana postać w odcinku | Suma punktów | Finał                                           | Finał                                           |
| Uczestnik                  | 1                                              | 2                                              | 3                                              | 4                                              | 5                                              | 6                                              | 7                                              | 8                                              | 9                                              | 10                                             | 11                                             | Suma punktów | Występ zespołowy                                | Występ solo / w duecie                          |
| -------------------------- | ---------------------------------------------- | ---------------------------------------------- | ---------------------------------------------- | ---------------------------------------------- | ---------------------------------------------- | ---------------------------------------------- | ---------------------------------------------- | ---------------------------------------------- | ---------------------------------------------- | ---------------------------------------------- | ---------------------------------------------- | ------------ | ----------------------------------------------- | ----------------------------------------------- |
| Adam Strycharczuk          | 16 (M. Miller)                                 | 11 (The Weeknd)                                | 24 (A. Dąbrowska)                              | 13 (E. Iglesias)                               | 15 (M. Hucknall)                               | 25 (F. Mercury)                                | 17 (B. Johnson)                                | 52 (M. Staszczyk)                              | 20 (F. Gee)                                    | 47 (K. Melua)                                  | 33 (M. Fogg)                                   | 273          | New Kids on the Block (D. Wahlberg)             | 1. miejsce (V. Villas)                          |
| Emilia Komarnicka-Klynstra | 32 (D. Klein)                                  | 34 (K. Hudson)                                 | 26 (H. Kunicka)                                | 37 (A. Kiedis)                                 | 26 (B. Eilish)                                 | 33 (K. Staszewski)                             | 67 (M. Jackson)                                | 27 (Netta)                                     | 20 (D. Parton)                                 | 13 (Jon Bon Jovi)                              | 18 (A. Jantar)                                 | 333          | New Kids on the Block (J. McIntyre)             | 2. miejsce (E. Geppert)                         |
| Ewelina Lisowska           | 18 (Rihanna)                                   | 36 (Kora)                                      | 30 (B. Kozidrak)                               | 26 (Maluma)                                    | 21 (K. Minogue)                                | 18 (W. Khalifa)                                | 24 (M. Mathieu)                                | 25 (C. Norman)                                 | 51 (J. Steczkowska)                            | 17 (C. Aguilera)                               | 45 (E. Górniak)                                | 311          | New Kids on the Block (J. Knight)               | 3. miejsce (R. Hayworth)                        |
| Łukasz Zagrobelny          | 30 (R. Marx)                                   | 34 (D. Roussos)                                | 18 (M. Ciurapiński)                            | 41 (T. Turner)                                 | 33 (K. Krawczyk)                               | 35 (G. Turnau)                                 | 6 (B. Tyler)                                   | 23 (S. Getz)                                   | 33 (S. Bassey)                                 | 15 (D. Paich)                                  | 29 (L. Pavarotti)                              | 297          | New Kids on the Block (J. Knight)               | 4. miejsce (E. John)                            |
| Ewelina Ruckgaber          | 14 (G. Skawiński)                              | 10 (L. Berggren)                               | 52 (K. Klenczon)                               | 21 (S. Twain)                                  | 28 (Z. Martyniuk)                              | 16 (S. Brown)                                  | 8 (H.P. Baxxter)                               | 17 (M. Thornton)                               | 34 (M. Maleńczuk)                              | 23 (D. Reynolds)                               | 10 (D. Gawęda)                                 | 233          |                                                 | 5. miejsce (I. Maciejewska) w duecie z Robertem |
| Jeremi Sikorski            | 28 (A. Levine)                                 | 4 (D. Lipa)                                    | 24 (C. Harris)                                 | 7 (Z. Kurtycz)                                 | 27 (D. Podsiadło)                              | 37 (I. Trojanowska)                            | 25 (J. Timberlake)                             | 4 (Z. Wodecki)                                 | 13 (R. Ferrari)                                | 35 (K. Bednarek)                               | 29 (K. Perry)                                  | 233          | 5. miejsce (S. Mendes) w duecie z Katarzyną     |                                                 |
| Katarzyna Ptasińska        | 9 (M. Cyrus)                                   | 37 (A. Rojek)                                  | 7 (Madonna)                                    | 34 (Kayah)                                     | 23 (Prince)                                    | 20 (Cleo)                                      | 29 (Lady Gaga)                                 | 13 (K. Sobczyk)                                | 9 (Tones and I)                                | 21 (B. Spears)                                 | 15 (DJ BoBo)                                   | 217          | 7. miejsce (C. Cabello) w duecie z Jeremim      |                                                 |
| Robert Koszucki            | 45 (Kortez)                                    | 26 (J. Morrison)                               | 11 (A. Klepacz)                                | 13 (A. Rosiewicz)                              | 19 (P. Wilson)                                 | 8 (Tarzan Boy)                                 | 16 (F. Kimono)                                 | 31 (D. Gahan)                                  | 12 (J. Lennon)                                 | 21 (B. Łyszkiewicz)                            | 13 (G. Simmons)                                | 215          | 8. miejsce (J. Zieliński) w duecie z Eweliną R. |                                                 |

Legenda:
| 1. miejsce 2. miejsce 3. miejsce 4. miejsce | Awans do finału Brak awansu do finału Najlepiej oceniony występ odcinka Najsłabiej oceniony występ odcinka Niepunktowany występ zespołowy |

Goście specjalni i występy
| Odcinek | Artysta             | Rola                | Utwór                 |
| ------- | ------------------- | ------------------- | --------------------- |
| 1       | Kazimierz Mazur     | Alicja Majewska     | „Być kobietą”         |
| 1       | Marcin Miller       | Marcin Miller       | –                     |
| 3       | Piotr Gąsowski      | Righeira            | „Vamos a la playa”    |
| 3       | Maciej Dowbor       | Righeira            | „Vamos a la playa”    |
| 3       | Halina Kunicka      | Halina Kunicka      | –                     |
| 6       | Izabela Trojanowska | Izabela Trojanowska | –                     |
| 8       | Piotr Gąsowski      | Long & Junior       | „Tańcz, tańcz, tańcz” |
| 8       | Maciej Dowbor       | Long & Junior       | „Tańcz, tańcz, tańcz” |
| 10      | Jacek Tomkowicz     | Jacek Tomkowicz     | –                     |
| 10      | Iwona Pavlović      |                     | –                     |
| 11      | Dominika Gawęda     | Dominika Gawęda     | –                     |
| 11      | Paweł Rurak-Sokal   |                     | –                     |

## Trzynasta edycja (wiosna,jesień 2020)
Pierwszy odcinek trzynastej edycji, wyemitowany 7 marca 2020, był dedykowany zmarłemu aktorowi Pawłowi Królikowskiemu, wieloletniemu jurorowi programu. 14 marca 2020, podczas emisji drugiego odcinka, Telewizja Polsat w trosce o zdrowie i bezpieczeństwo uczestników oraz ekipy programu zawiesiła edycję do jesiennej ramówki, w związku z rozprzestrzenianiem się koronawirusa w Polsce. Emisja programu została wznowiona 5 września, przy czym dwa pierwsze odcinki po wznowieniu były nagrane jeszcze przed epidemią koronawirusa w Polsce. Natomiast od 19 września do 7 listopada wyemitowano odcinki nagrane już po wznowieniu produkcji.
| Uczestnik              | Zdobyte punkty oraz odgrywana postać w odcinku | Zdobyte punkty oraz odgrywana postać w odcinku | Zdobyte punkty oraz odgrywana postać w odcinku | Zdobyte punkty oraz odgrywana postać w odcinku | Zdobyte punkty oraz odgrywana postać w odcinku | Zdobyte punkty oraz odgrywana postać w odcinku | Zdobyte punkty oraz odgrywana postać w odcinku | Zdobyte punkty oraz odgrywana postać w odcinku | Zdobyte punkty oraz odgrywana postać w odcinku | Zdobyte punkty oraz odgrywana postać w odcinku | Zdobyte punkty oraz odgrywana postać w odcinku | Suma punktów | Finał                                       | Finał                                      |
| Uczestnik              | 1                                              | 2                                              | 3                                              | 4                                              | 5                                              | 6                                              | 7                                              | 8                                              | 9                                              | 10                                             | 11                                             | Suma punktów | Występ zespołowy                            | Występ solo / w duecie                     |
| ---------------------- | ---------------------------------------------- | ---------------------------------------------- | ---------------------------------------------- | ---------------------------------------------- | ---------------------------------------------- | ---------------------------------------------- | ---------------------------------------------- | ---------------------------------------------- | ---------------------------------------------- | ---------------------------------------------- | ---------------------------------------------- | ------------ | ------------------------------------------- | ------------------------------------------ |
| Paweł „Czadoman” Dudek | 27 (A. Asanov)                                 | 19 (G. Markowski)                              | 14 (D. Rinn)                                   | 60 (F. Andrzejczak)                            | 39 (O. Osbourne)                               | 4 (S. McKenzie)                                | 22 (M. Umer)                                   | 13 (S. Wonder)                                 | 23 (E. Bodo)                                   | 25 (M. Sójka)                                  | 35 (L. Pavarotti)                              | 281          | Sister Sledge (K. Sledge)                   | 1. miejsce (K. Cugowski)                   |
| Filip Gurłacz          | 22 (E. Sanecka)                                | 46 (Eminem)                                    | 24 (A. Donarski)                               | 13 (J. Bieber)                                 | 18 (A. Chylińska)                              | 10 (A. Lavigne)                                | 16 (B. Mars)                                   | 35 (H. Styles)                                 | 29 (R. Przemyk)                                | 33 (Mrozu)                                     | 31 (C. Aznavour)                               | 277          | Sister Sledge (D. Sledge)                   | 2. miejsce (Sting)                         |
| Gosia Andrzejewicz     | 27 (S. Gomez)                                  | 21 (R. Tedder)                                 | 54 (M. Carey)                                  | 17 (B. Carlisle)                               | 26 (M. Rodowicz)                               | 32 (C. Puth)                                   | 12 (M. Trainor)                                | 15 (I. Santor)                                 | 14 (B. George)                                 | 19 (M. Jeżowska)                               | 48 (B. Kozidrak)                               | 285          | Sister Sledge (J. Sledge)                   | 3. miejsce (Adele)                         |
| Marta Gałuszewska      | 20 (The Weeknd)                                | 21 (A. Grande)                                 | 26 (M. Jackson)                                | 19 (A. Dąbrowska)                              | 20 (W. Houston)                                | 13 (Z. Sośnicka)                               | 44 (Sanah)                                     | 12 (A. Marcysiak)                              | 60 (Beyoncé)                                   | 14 (J. Jonas)                                  | 20 (Shakira)                                   | 269          | Sister Sledge (K. Sledge)                   | 4. miejsce (D. Lipa)                       |
| Karol Dziuba           | 24 (P. Collins)                                | 29 (J. Dassin)                                 | 28 (C. Martin)                                 | 12 (B. Tyler)                                  | 42 (Tymek)                                     | 25 (F. Welch)                                  | 27 (Bono)                                      | 24 (P. Domagała)                               | 11 (M. Lee)                                    | 29 (I. Kamoze)                                 | 11 (Eleni)                                     | 262          |                                             | 5. miejsce (M. Mateos) w duecie z Maurycym |
| Natalia Avelon         | 5 (D. Summer)                                  | 43 (Pink)                                      | 23 (G. Baker)                                  | 21 (M. Monroe)                                 | 23 (D. O’Riordan)                              | 16 (K. Jaryczewski)                            | 33 (B. Marley)                                 | 37 (P. Abdul)                                  | 24 (H. Rüdisser)                               | 9 (Doda)                                       | 21 (N. Furtado)                                | 255          | 6. miejsce (Kayah) w duecie z Kamilą        |                                            |
| Kamila Boruta          | 33 (A. Rose)                                   | 8 (Cher)                                       | 12 (J. Lopez)                                  | 19 (K. Zalewski)                               | 15 (M. Cintron)                                | 49 (Lady Gaga)                                 | 32 (C. Lauper)                                 | 32 (Madonna)                                   | 4 (M. Fredriksson)                             | 34 (D. Holland)                                | 13 (N. Petricca)                               | 251          | 7. miejsce (V. Gabor) w duecie z Natalią    |                                            |
| Maurycy Popiel         | 34 (A. Adamiak)                                | 5 (I. Skrybant)                                | 11 (R. Martin)                                 | 31 (J. Hetfield)                               | 9 (LP)                                         | 43 (T. Jones)                                  | 6 (T. Lipiński)                                | 24 (D. Harry)                                  | 27 (W. Smith)                                  | 29 (J. Kay)                                    | 13 (K. Cobain)                                 | 232          | 8. miejsce (M. Mendiola) w duecie z Karolem |                                            |

Legenda:
| 1. miejsce 2. miejsce 3. miejsce 4. miejsce | Awans do finału Brak awansu do finału Najlepiej oceniony występ odcinka Najsłabiej oceniony występ odcinka Niepunktowany występ zespołowy |

Goście specjalni i występy
| Odcinek | Artysta            | Rola               | Utwór                  |
| ------- | ------------------ | ------------------ | ---------------------- |
| 1.      | Adam Strycharczuk  | Viki Gabor         | „Superhero”            |
| 3.      | Maciej Dowbor      | Salt-N-Pepa        | „Let’s Talk About Sex” |
| 3.      | Piotr Gąsowski     | Salt-N-Pepa        | „Let’s Talk About Sex” |
| 6.      | Maciej Dowbor      | Feduk              | „Rozovoye vino”        |
| 6.      | Piotr Gąsowski     | Allj               | „Rozovoye vino”        |
| 8.      | Paweł Domagała     | Paweł Domagała     | –                      |
| 8.      | Andrzej Marcysiak  | Andrzej Marcysiak  | –                      |
| 9.      | Renata Przemyk     | Renata Przemyk     | –                      |
| 12.     | Daria Waleriańczyk | Daria Waleriańczyk | –                      |

## Czternasta edycja (wiosna 2021)
W związku z epidemią COVID-19 edycja była realizowana bez udziału publiczności, oprócz finałowego odcinka.
| Uczestnik                | Zdobyte punkty oraz odgrywana postać w odcinku | Zdobyte punkty oraz odgrywana postać w odcinku | Zdobyte punkty oraz odgrywana postać w odcinku | Zdobyte punkty oraz odgrywana postać w odcinku | Zdobyte punkty oraz odgrywana postać w odcinku | Zdobyte punkty oraz odgrywana postać w odcinku | Zdobyte punkty oraz odgrywana postać w odcinku | Zdobyte punkty oraz odgrywana postać w odcinku | Zdobyte punkty oraz odgrywana postać w odcinku | Suma punktów | Finał                                       | Finał                                           |
| Uczestnik                | 1                                              | 2                                              | 3                                              | 4                                              | 5                                              | 6                                              | 7                                              | 8                                              | 9                                              | Suma punktów | Występ zespołowy                            | Występ solo / w duecie                          |
| ------------------------ | ---------------------------------------------- | ---------------------------------------------- | ---------------------------------------------- | ---------------------------------------------- | ---------------------------------------------- | ---------------------------------------------- | ---------------------------------------------- | ---------------------------------------------- | ---------------------------------------------- | ------------ | ------------------------------------------- | ----------------------------------------------- |
| Lesław Żurek             | 21 (J. Połomski)                               | 19 (M. Gwiazdowski)                            | 45 (A. Żabczyński)                             | 28 (Shaggy)                                    | 18 (D. Zawiałow)                               | 11 (U. Tozzi)                                  | 25 (A. Rosiewicz)                              | 22 (C. Berry)                                  | 40 (T. Anders)                                 | 229          | Backstreet Boys (K. Richardson)             | 1. miejsce (Z. Wodecki)                         |
| Paweł Góral              | 37 (V. Villas)                                 | 26 (J. Derulo)                                 | 20 (T. Turner)                                 | 15 (S. Mendes)                                 | 17 (M. Wiśniewski)                             | 38 (Sade)                                      | 10 (L. Kravitz)                                | 26 (C. Dion)                                   | 30 (Rag’n’Bone Man)                            | 219          | Backstreet Boys (AJ McLean)                 | 2. miejsce (M. Rodowicz)                        |
| Michał Meyer             | 20 (M. Hucknall)                               | 45 (K. Krawczyk)                               | 14 (Zaz)                                       | 40 (S. Tyler)                                  | 24 (C. Khan)                                   | 25 (L. Richard)                                | 27 (D. Bowie)                                  | 13 (P. Kucharski)                              | 27 (The Weeknd)                                | 235          | Backstreet Boys (B. Littrell)               | 3. miejsce (Jon Bon Jovi)                       |
| Maja Hyży                | 27 (B. Withers)                                | 16 (R. Ora)                                    | 23 (B. Eilish)                                 | 17 (Prince)                                    | 31 (Rihanna)                                   | 45 (N. Kukulska)                               | 40 (A. Winehouse)                              | 37 (M. Cyrus)                                  | 15 (J. Bieber)                                 | 251          | Backstreet Boys (N. Carter)                 | 4. miejsce (W. Houston)                         |
| Tamara Arciuch           | 30 (A. German)                                 | 21 (T. Yorke)                                  | 23 (Urszula)                                   | 17 (G. Bregović)                               | 27 (50 Cent)                                   | 27 (E. Bartosiewicz)                           | 10 (M. Maleńczuk)                              | 49 (L. Minnelli)                               | 15 (E. Demarczyk)                              | 219          |                                             | 5. miejsce (R. Slijngaard) w duecie z Magdaleną |
| Magdalena Narożna        | 15 (P. Cugowski)                               | 20 (H. Frąckowiak)                             | 28 (L. Mitchell)                               | 13 (G. Skawiński)                              | 21 (Michael Patrick Kelly)                     | 11 (A. Max)                                    | 54 (G. Łobaszewska)                            | 16 (Sia)                                       | 23 (Marisa)                                    | 201          | 6. miejsce (A. Doth) w duecie z Tamarą      |                                                 |
| Anna-Maria Sieklucka     | 23 (Lana Del Rey)                              | 16 (G. Stefani)                                | 16 (Baranovski)                                | 47 (J. Steczkowska)                            | 12 (Gazebo)                                    | 28 (C. Aguilera)                               | 9 (A. Grande)                                  | 20 (D. Bickler)                                | 21 (K. Perry)                                  | 192          | 7. miejsce (D. Lovato) w duecie z Piotrem   |                                                 |
| Piotr Gawron-Jedlikowski | 19 (Á. Soler)                                  | 29 (C.C. Catch)                                | 23 (Stachursky)                                | 15 (Jessie J)                                  | 42 (N. Tennant)                                | 7 (M. Narożna)                                 | 17 (M. Jackson)                                | 9 (M. Grechuta)                                | 21 (Kortez)                                    | 182          | 8. miejsce (L. Fonsi) w duecie z Anną-Marią |                                                 |

Legenda:
| 1. miejsce 2. miejsce 3. miejsce 4. miejsce | Awans do finału Brak awansu do finału Najlepiej oceniony występ odcinka Najsłabiej oceniony występ odcinka | Zaproś przyjaciela Niepunktowany występ zespołowy |

Goście specjalni i występy
| Odcinek | Artysta                   | Rola                      | Utwór                   |
| ------- | ------------------------- | ------------------------- | ----------------------- |
| 1.      | Paweł „Czadoman” Dudek    | Adam Asanov               | „Bałkanica”             |
| 1.      | Adam Asanov               |                           | „Bałkanica”             |
| 2.      | Marek Gwiazdowski i M.I.G | Marek Gwiazdowski i M.I.G | „Wymarzona”             |
| 5.      | Maciej Dowbor             | Szwagierkolaska           | „U cioci na imieninach” |
| 5.      | Piotr Gąsowski            | Szwagierkolaska           | „U cioci na imieninach” |
| 5.      | Michał Wiśniewski         | Michał Wiśniewski         | –                       |
| 6.      | Natalia Kukulska          | Natalia Kukulska          | –                       |
| 6.      | Piękni i Młodzi           | Piękni i Młodzi           | „Ona jest taka cudowna” |
| 8.      | Paweł Kucharski           | Paweł Kucharski           | –                       |
| 9.      | Maciej Dowbor             | Maciej Dowbor             | „Impreza”               |
| 9.      | Piotr Gąsowski            |                           | „Impreza”               |

## Piętnasta edycja (jesień 2021)
| Uczestnik                  | Zdobyte punkty oraz odgrywana postać w odcinku | Zdobyte punkty oraz odgrywana postać w odcinku | Zdobyte punkty oraz odgrywana postać w odcinku | Zdobyte punkty oraz odgrywana postać w odcinku | Zdobyte punkty oraz odgrywana postać w odcinku | Zdobyte punkty oraz odgrywana postać w odcinku | Zdobyte punkty oraz odgrywana postać w odcinku | Zdobyte punkty oraz odgrywana postać w odcinku | Zdobyte punkty oraz odgrywana postać w odcinku | Suma punktów | Finał                                     | Finał                                     |
| Uczestnik                  | 1                                              | 2                                              | 3                                              | 4                                              | 5                                              | 6                                              | 7                                              | 8                                              | 9                                              | Suma punktów | Występ zespołowy                          | Występ solo / w duecie                    |
| -------------------------- | ---------------------------------------------- | ---------------------------------------------- | ---------------------------------------------- | ---------------------------------------------- | ---------------------------------------------- | ---------------------------------------------- | ---------------------------------------------- | ---------------------------------------------- | ---------------------------------------------- | ------------ | ----------------------------------------- | ----------------------------------------- |
| Robert Janowski            | 38 (H. Kunicka)                                | 18 (Czadoman)                                  | 34 (L. Richie)                                 | 37 (Sting)                                     | 28 (R. Carrà)                                  | 21 (Bono)                                      | 24 (T. Savalas)                                | 15 (G. Markowski)                              | 42 (M. Knopfler)                               | 257          | ABBA (B. Ulvaeus)                         | 1. miejsce (E. Clapton)                   |
| Barbara Kurdej-Szatan      | 15 (E. Sheeran)                                | 33 (Z. Sośnicka)                               | 20 (Sanah)                                     | 15 (R. Charles)                                | 30 (Zucchero)                                  | 34 (D. Lipa)                                   | 30 (Cleo)                                      | 17 (W. Houston)                                | 60 (Beyoncé)                                   | 254          | ABBA (A. Fältskog)                        | 2. miejsce (Adele)                        |
| Adam Zdrójkowski           | 30 (R. Liszewski)                              | 24 (B. Marley)                                 | 18 (N. Reyes)                                  | 35 (Kortez)                                    | 31 (T. Ferro)                                  | 11 (H. Ordonówna)                              | 59 (V. Ice)                                    | 18 (T. Organek)                                | 19 (Ne-Yo)                                     | 245          | ABBA (B. Andersson)                       | 3. miejsce (D. Gahan)                     |
| Katarzyna Łaska            | 24 (D. King)                                   | 37 (S. Smith)                                  | 7 (B. Borowski)                                | 45 (Pink)                                      | 14 (F. Napoli)                                 | 36 (A. Franklin)                               | 19 (B. Johnson)                                | 45 (M. Caballé)                                | 21 (S. Bassey)                                 | 248          | ABBA (A.-F. Lyngstad)                     | 4. miejsce (Sia)                          |
| Paulina Sykut-Jeżyna       | 25 (N. Nykiel)                                 | 44 (Kora)                                      | 15 (N. Minaj)                                  | 23 (D. Kwiatkowski)                            | 20 (A. Brambati)                               | 18 (A. Rojek)                                  | 17 (T. Braxton)                                | 9 (J. Lopez)                                   | 20 (E. John)                                   | 191          |                                           | 5. miejsce (K. Perry) w duecie z Tomaszem |
| Krzysztof „Chris” Cugowski | 14 (K. Bednarek)                               | 11 (R. Ora)                                    | 49 (A. Rose)                                   | 10 (K. Clarkson)                               | 41 (D. David)                                  | 9 (Macklemore)                                 | 16 (H. Styles)                                 | 24 (E. Presley)                                | 16 (G. Michael)                                | 190          | 6. miejsce (C. Norman) w duecie z Klarą   |                                           |
| Tomasz Ciachorowski        | 22 (A. Kiedis)                                 | 14 (C. Hynde)                                  | 27 (A. Klepacz)                                | 14 (P. Pegza)                                  | 6 (E. Ramazzotti)                              | 24 (K. West)                                   | 12 (K. Nosowska)                               | 56 (L. Cohen)                                  | 10 (N. Sedaka)                                 | 185          | 7. miejsce (S. Dogg) w duecie z Pauliną   |                                           |
| Klara Williams             | 24 (S. Vega)                                   | 11 (N. Persson)                                | 22 (O. Bendt)                                  | 13 (Lady Gaga)                                 | 22 (A. Celentano)                              | 39 (D. Lewis)                                  | 15 (K. Zawrotniak)                             | 8 (R. Dorset)                                  | 4 (W. Kwietniewska)                            | 158          | 8. miejsce (S. Quatro) w duecie z Chrisem |                                           |

Legenda:
| 1. miejsce 2. miejsce 3. miejsce 4. miejsce | Awans do finału Brak awansu do finału Najlepiej oceniony występ odcinka Najsłabiej oceniony występ odcinka | Zaproś przyjaciela Niepunktowany występ zespołowy |

Goście specjalni i występy
| Odcinek | Artysta             | Rola                | Utwór                  |
| ------- | ------------------- | ------------------- | ---------------------- |
| 1.      | Lesław Żurek        | Karel Gott          | „Lady Carnival”        |
| 1.      | Radosław Liszewski  | Radosław Liszewski  | –                      |
| 3.      | Maciej Dowbor       | Charles & Eddie     | „Would I Lie to You?”  |
| 3.      | Piotr Gąsowski      | Charles & Eddie     | „Would I Lie to You?”  |
| 4.      | Dawid Kwiatkowski   | Dawid Kwiatkowski   | –                      |
| 4.      | Michał Rudaś        | Cheb Mami           | „Desert Rose”          |
| 5.      | Maciej Dowbor       | Maciej Dowbor       | „Ragazzo da Provinzia” |
| 5.      | Piotr Gąsowski      |                     | „Ragazzo da Provinzia” |
| 6.      | Kamil Nosel         | Kamil Nosel         | –                      |
| 8.      | Malwina Kalińska    | Sharon Robinson     | „In My Secret Life”    |
| 8.      | Dariusz Kozakiewicz | Dariusz Kozakiewicz | „Autobiografia”        |
| 9.      | Ewelina Pacyna      | Ewelina Pacyna      | –                      |

## Szesnasta edycja (wiosna 2022)
W związku z epidemią COVID-19 publiczność nosiła maski przez pięć odcinków, ale w pozostałych odcinkach publiczność była bez masek.
| Uczestnik             | Zdobyte punkty oraz odgrywana postać w odcinku | Zdobyte punkty oraz odgrywana postać w odcinku | Zdobyte punkty oraz odgrywana postać w odcinku | Zdobyte punkty oraz odgrywana postać w odcinku | Zdobyte punkty oraz odgrywana postać w odcinku | Zdobyte punkty oraz odgrywana postać w odcinku | Zdobyte punkty oraz odgrywana postać w odcinku | Zdobyte punkty oraz odgrywana postać w odcinku | Zdobyte punkty oraz odgrywana postać w odcinku | Suma punktów | Finał                                      | Finał                                     |
| Uczestnik             | 1                                              | 2                                              | 3                                              | 4                                              | 5                                              | 6                                              | 7                                              | 8                                              | 9                                              | Suma punktów | Występ zespołowy                           | Występ solo / w duecie                    |
| --------------------- | ---------------------------------------------- | ---------------------------------------------- | ---------------------------------------------- | ---------------------------------------------- | ---------------------------------------------- | ---------------------------------------------- | ---------------------------------------------- | ---------------------------------------------- | ---------------------------------------------- | ------------ | ------------------------------------------ | ----------------------------------------- |
| Johan „Danzel” Waem   | 28 (J. Hetfield)                               | 12 (T. Turner)                                 | 43 (Seal)                                      | 57 (R. Riedel)                                 | 23 (J. Brown)                                  | 17 (Lizzo)                                     | 45 (L. Kravitz)                                | 23 (A. Gadowski)                               | 41 (J. Cocker)                                 | 289          | The Beatles (J. Lennon)                    | 1. miejsce (C. Niemen)                    |
| Andrzej Kozłowski     | 30 (K. Krawczyk)                               | 42 (D. Reynolds)                               | 19 (F. Mercury)                                | 39 (M. Rodowicz)                               | 18 (T. Taylor)                                 | 21 (G. Gaynor)                                 | 27 (Usher)                                     | 52 (J. Blunt)                                  | 25 (B. White)                                  | 273          | The Beatles (G. Harrison)                  | 2. miejsce (L. Pavarotti)                 |
| Ania Rusowicz         | 21 (K. Zalewski)                               | 27 (Minelli)                                   | 53 (I. Santor)                                 | 10 (M. Gwiazdowski)                            | 13 (R. Gawliński)                              | 18 (F. Welch)                                  | 7 (P. Stanley)                                 | 34 (N. Scherzinger)                            | 49 (A. Fältskog)                               | 232          | The Beatles (P. McCartney)                 | 3. miejsce (E. James)                     |
| Wiktoria „Viki” Gabor | 21 (The Weeknd)                                | 49 (Rihanna)                                   | 14 (A. Max)                                    | 12 (M. Jackson)                                | 25 (B. Eilish)                                 | 27 (M. Carey)                                  | 17 (K. Sobczyk)                                | 35 (C. Aguilera)                               | 29 (A. Grande)                                 | 229          | The Beatles (R. Starr)                     | 4. miejsce (W. Houston)                   |
| Anna Jurksztowicz     | 17 (Urszula)                                   | 17 (A. Bocelli)                                | 20 (M. Jagger)                                 | 24 (Pink)                                      | 51 (B. Midler)                                 | 20 (E. Sheeran)                                | 23 (K. Prońko)                                 | 15 (E. Clapton)                                | 22 (Dalida)                                    | 209          |                                            | 5. miejsce (Pitbull) w duecie z Patrykiem |
| Patryk Cebulski       | 49 (B. Mars)                                   | 14 (Z. Martyniuk)                              | 14 (J. Timberlake)                             | 26 (D. Grohl)                                  | 16 (A. Majewska)                               | 27 (M. Wiśniewski)                             | 9 (B. Carlisle)                                | 13 (Cardi B)                                   | 14 (R. Williams)                               | 182          | 6. miejsce (Kesha) w duecie z Anną J.      |                                           |
| Maciej Radel          | 17 (T. Swift)                                  | 22 (J. Tempest)                                | 20 (S. Grzeszczak)                             | 15 (A. Levine)                                 | 13 (J. Derulo)                                 | 53 (E. Fetting)                                | 15 (S. Mendes)                                 | 15 (Danzel)                                    | 7 (M. Fredriksson)                             | 177          | 7. miejsce (will.i.am) w duecie z Karoliną |                                           |
| Karolina Pisarek      | 9 (Madonna)                                    | 9 (H. Frąckowiak)                              | 9 (R. Orbison)                                 | 9 (In-Grid)                                    | – (Smolasty)                                   | 9 (Sanah)                                      | 49 (Fergie)                                    | 5 (Lana Del Rey)                               | 5 (Young Leosia)                               | 104          | 8. miejsce (B. Spears) w duecie z Maciejem |                                           |

Legenda:
| 1. miejsce 2. miejsce 3. miejsce 4. miejsce | Awans do finału Brak awansu do finału Najlepiej oceniony występ odcinka Najsłabiej oceniony występ odcinka Niepunktowany występ zespołowy |

Goście specjalni i występy
| Odcinek | Artysta                   | Utwór                      |
| ------- | ------------------------- | -------------------------- |
| 1.      | Małgorzata Walewska       | „Libiamo ne’ lieti calici” |
| 1.      | Krzysztof Cugowski        | „Libiamo ne’ lieti calici” |
| 2.      | Robert Janowski           | „Metro”                    |
| 2.      | Minelli                   | –                          |
| 2.      | Zenon Martyniuk           | –                          |
| 3.      | Irena Santor              | –                          |
| 4.      | Marek Gwiazdowski i M.I.G | „Lalunia”                  |
| 5.      | Smolasty                  | „Duże oczy”                |
| 6.      | Anna Świątczak            | „Kochaj mnie, kochaj!”     |
| 7.      | Gene Simmons              | –                          |
| 9.      | Uczestnicy i tancerze     | „I’m So Excited”           |

## Siedemnasta edycja (jesień 2022)
| Uczestnik          | Zdobyte punkty oraz odgrywana postać w odcinku | Zdobyte punkty oraz odgrywana postać w odcinku | Zdobyte punkty oraz odgrywana postać w odcinku | Zdobyte punkty oraz odgrywana postać w odcinku | Zdobyte punkty oraz odgrywana postać w odcinku | Zdobyte punkty oraz odgrywana postać w odcinku | Zdobyte punkty oraz odgrywana postać w odcinku | Zdobyte punkty oraz odgrywana postać w odcinku | Zdobyte punkty oraz odgrywana postać w odcinku | Suma punktów | Finał                                     | Finał                                  |
| Uczestnik          | 1                                              | 2                                              | 3                                              | 4                                              | 5                                              | 6                                              | 7                                              | 8                                              | 9                                              | Suma punktów | Występ zespołowy                          | Występ solo / w duecie                 |
| ------------------ | ---------------------------------------------- | ---------------------------------------------- | ---------------------------------------------- | ---------------------------------------------- | ---------------------------------------------- | ---------------------------------------------- | ---------------------------------------------- | ---------------------------------------------- | ---------------------------------------------- | ------------ | ----------------------------------------- | -------------------------------------- |
| Kasia Wilk         | 47 (F. Rida)                                   | 27 (M. Trainor)                                | 40 (E. Fitzgerald)                             | 34 (K. Nosowska)                               | 16 (S. Sojka)                                  | 14 (Rag’n’Bone Man)                            | 26 (M. Elliott)                                | 19 (Sia)                                       | 30 (K. Settle)                                 | 253          | The Mamas & the Papas (M. Cass)           | 1. miejsce (Adele)                     |
| Katarzyna Polewany | 16 (R. Kaminski)                               | 16 (Daria)                                     | 23 (K. Bush)                                   | 10 (D. Lipa)                                   | 49 (Lady Gaga)                                 | 37 (U. Dudziak)                                | 14 (E. Burdon)                                 | 22 (A. Lipnicka)                               | 62 (J. Hudson)                                 | 249          | The Mamas & the Papas (P. John)           | 2. miejsce (C. Aguilera)               |
| Janusz Radek       | 16 (S. Twain)                                  | 39 (S. Przybylska)                             | 11 (T. Szczepanik)                             | 34 (S. Tyler)                                  | 7 (B. Kozidrak)                                | 30 (Prince)                                    | 17 (R. Liszewski)                              | 44 (M. Gray)                                   | 30 (C. Niemen)                                 | 228          | The Mamas & the Papas (D. Doherty)        | 3. miejsce (M. Caballé)                |
| Katarzyna Ucherska | 15 (R. Ora)                                    | 27 (M. Teló)                                   | 23 (D. Lovato)                                 | 8 (P. Sołoducha)                               | 30 (M. Gold)                                   | 53 (M. Jackson)                                | 16 (E. Górniak)                                | 15 (A. Lee)                                    | 27 (K. Jędrusik)                               | 214          | The Mamas & the Papas (M. Phillips)       | 4. miejsce (A. Myles)                  |
| Robert Szpręgiel   | 29 (Chris de Burgh)                            | 29 (J. Panasewicz)                             | 47 (I. Pop)                                    | 9 (B. Streisand)                               | 28 (A. Simone)                                 | 10 (W. Paszt)                                  | 30 (T. Anders)                                 | 18 (S. Dogg)                                   | 14 (B. McFerrin)                               | 214          |                                           | 5. miejsce (F. Mercury) w duecie z Ewą |
| Ewa Błachnio       | 24 (A. Chylińska)                              | 13 (K. Meine)                                  | 22 (PSY)                                       | 26 (M. Kubasińska)                             | 26 (K. Janda)                                  | 14 (P. Kupicha)                                | 20 (L. Perry)                                  | 37 (R. Charles)                                | 17 (M. Laforêt)                                | 199          | 6. miejsce (D. Bowie) w duecie z Robertem |                                        |
| Michał Milowicz    | 17 (K. Cugowski)                               | 29 (D. Roussos)                                | 9 (50 Cent)                                    | 25 (A. Moyet)                                  | 12 (T. Jones)                                  | 20 (M. Staszczyk)                              | 60 (T. Lindemann)                              | 8 (S. Celińska)                                | 7 (Cee Lo Green)                               | 187          | 7. miejsce (C. Wilson) w duecie z Jakubem |                                        |
| Jakub Zdrójkowski  | 28 (H. Styles)                                 | 12 (R. Astley)                                 | 17 (Bryska)                                    | 46 (E. Presley)                                | 24 (D. Yankee)                                 | 14 (C. Brown)                                  | 9 (C. Martin)                                  | 29 (A. Rojek)                                  | 5 (N. Furtado)                                 | 184          | 8. miejsce (M. Love) w duecie z Michałem  |                                        |

Legenda:
| 1. miejsce 2. miejsce 3. miejsce 4. miejsce | Awans do finału Brak awansu do finału Najlepiej oceniony występ odcinka Najsłabiej oceniony występ odcinka Niepunktowany występ zespołowy |

Goście specjalni i występy
| Odcinek | Artysta                       | Rola                          | Utwór              |
| ------- | ----------------------------- | ----------------------------- | ------------------ |
| 1.      | Johan „Danzel” Waem           | The Weather Girls             | „It’s Raining Men” |
| 1.      | Andrzej Kozłowski             | The Weather Girls             | „It’s Raining Men” |
| 4.      | Jurorzy, prowadzący, tancerze | Jurorzy, prowadzący, tancerze | „Zorba – dance”    |
| 7.      | Radosław Liszewski            | Radosław Liszewski            | –                  |
| 8.      | Lena Adamska                  | Maddie Ziegler                | „Elastic Heart”    |
| 8.      | Bolesław Pawica               | Bolesław Pawica               | –                  |
| 8.      | Stanisława Celińska           | Stanisława Celińska           | –                  |
| 9.      | Uczestnicy                    | Uczestnicy                    | „Celebration”      |
| 10      | Andrzej Kozłowski             | Andrzej Kozłowski             | –                  |
| 10      | Ania Rusowicz                 |                               | –                  |
| 10      | Antek Smykiewicz              |                               | –                  |
| 10      | Paweł „Czadoman” Dudek        |                               | –                  |

## Osiemnasta edycja (wiosna 2023)
Pierwszy raz w historii programu jednym z uczestników została osoba wyłoniona w otwartym castingu. Zwycięzcą castingu na ósmego uczestnika został Daniel Jaroszek.
| Uczestnik          | Zdobyte punkty oraz odgrywana postać w odcinku | Zdobyte punkty oraz odgrywana postać w odcinku | Zdobyte punkty oraz odgrywana postać w odcinku | Zdobyte punkty oraz odgrywana postać w odcinku | Zdobyte punkty oraz odgrywana postać w odcinku | Zdobyte punkty oraz odgrywana postać w odcinku | Zdobyte punkty oraz odgrywana postać w odcinku | Zdobyte punkty oraz odgrywana postać w odcinku | Zdobyte punkty oraz odgrywana postać w odcinku | Suma punktów | Finał                                     | Finał                                      |
| Uczestnik          | 1                                              | 2                                              | 3                                              | 4                                              | 5                                              | 6                                              | 7                                              | 8                                              | 9                                              | Suma punktów | Występ zespołowy                          | Występ solo / w duecie                     |
| ------------------ | ---------------------------------------------- | ---------------------------------------------- | ---------------------------------------------- | ---------------------------------------------- | ---------------------------------------------- | ---------------------------------------------- | ---------------------------------------------- | ---------------------------------------------- | ---------------------------------------------- | ------------ | ----------------------------------------- | ------------------------------------------ |
| Oskar Cyms         | 5 (B. Wrona)                                   | 25 (K. Kowalska)                               | 34 (Eminem)                                    | 30 (Passenger)                                 | 21 (Lana Del Rey)                              | 27 (L. Capaldi)                                | 6 (J. Bieber)                                  | 38 (R. Gawliński)                              | 15 (M. Trainor)                                | 201          | Spice Girls (Melanie C)                   | 1. miejsce (D. Laurence)                   |
| Daria Marcinkowska | 18 (S. Smith)                                  | 19 (K. Klich)                                  | 11 (T. Nunn)                                   | 21 (M. Cyrus)                                  | 24 (C. Aguilera)                               | 17 (P. Malone)                                 | 26 (S. Brightman)                              | 16 (Nelly)                                     | 38 (R. Flack)                                  | 190          | Spice Girls (Mel B)                       | 2. miejsce (Jessie J)                      |
| Julia Kamińska     | 14 (Enya)                                      | 13 (D. Bowie)                                  | 29 (Lady Gaga)                                 | 17 (R. Murphy)                                 | 38 (S. Binzer)                                 | 31 (B. Kozidrak)                               | 13 (P. Burns)                                  | 10 (D. Lipa)                                   | 24 (Nena)                                      | 189          | Spice Girls (G. Halliwell)                | 3. miejsce (Kora)                          |
| Natalia Janoszek   | 27 (N. Scherzinger)                            | 8 (D. Kwiatkowski)                             | 10 (J. Lopez)                                  | 8 (J. White)                                   | 23 (N. Imbruglia)                              | 11 (J. Lynne)                                  | 31 (Rusłana)                                   | 18 (A. Hepburn)                                | 27 (P. Cruz)                                   | 163          | Spice Girls (E. Bunton)                   | 4. miejsce (D. Padukone)                   |
| Daniel Jaroszek    | 17 (B. George)                                 | 16 (G. Ezra)                                   | 16 (Sarsa)                                     | 23 (B. Ditto)                                  | 14 (Black)                                     | 11 (A. Blacc)                                  | 25 (L. Lewis)                                  | 18 (Pitbull)                                   | 12 (L. Gramm)                                  | 152          |                                           | 5. miejsce (M. Joe) w duecie z Krzysztofem |
| Piotr Stramowski   | 16 (Cher)                                      | 22 (Sting)                                     | 7 (F. Mercury)                                 | 24 (J. Panasewicz)                             | 9 (C. McVie)                                   | 17 (R. Fairbrass)                              | 21 (C. Isaak)                                  | 17 (S. Tankian)                                | 12 (Ł. Golec)                                  | 145          | 6. miejsce (E. Bodo) w duecie z Katarzyną |                                            |
| Katarzyna Kołeczek | 19 (E. John)                                   | 16 (D. Day)                                    | 23 (T. Odell)                                  | 15 (J. Ware)                                   | 14 (H. Mlynkova)                               | 18 (Beyoncé)                                   | 9 (G. Ciechowski)                              | 14 (C. Lauper)                                 | 10 (Kayah)                                     | 138          | 7. miejsce (A. Dymsza) w duecie z Piotrem |                                            |
| Krzysztof Ibisz    | 30 (M. Maleńczuk)                              | 27 (W. Serdiuczka)                             | 16 (F. Kimono)                                 | 8 (B. Marley)                                  | 3 (G. Jones)                                   | 14 (L. Reed)                                   | 15 (K. Grabowski)                              | 15 (A. Lear)                                   | 8 (S. Harwell)                                 | 136          | 8. miejsce (B. Sue) w duecie z Danielem   |                                            |

Legenda:
| 1. miejsce 2. miejsce 3. miejsce 4. miejsce | Awans do finału Brak awansu do finału Najlepiej oceniony występ odcinka Najsłabiej oceniony występ odcinka Niepunktowany występ zespołowy |

Goście specjalni i występy
| Odcinek | Artysta             | Rola                | Utwór                |
| ------- | ------------------- | ------------------- | -------------------- |
| 1.      | Kasia Wilk          | Lizzo               | „About Damn Time”    |
| 1.      | Marcin Hycnar       | Marcin Hycnar       | –                    |
| 2.      | Kasia Klich         | Kasia Klich         | –                    |
| 2.      | Katarzyna Dąbrowska | Katarzyna Dąbrowska | –                    |
| 5.      | Olga Bołądź         | Olga Bołądź         | –                    |
| 5.      | Halina Mlynkova     | Halina Mlynkova     | –                    |
| 7.      | Angelika Mucha      | Angelika Mucha      | –                    |
| 9.      | Paweł Golec         | Paweł Golec         | „Ściernisco”         |
| 10.     | Katarzyna Polewany  | Helena Grossówna    | „Ach śpij, kochanie” |
| 10.     | Mateusz Opyrchał    | Mateusz Opyrchał    | –                    |

## Dziewiętnasta edycja (jesień 2023)
Drugi raz w historii programu jednym z uczestników została osoba wyłoniona w otwartym castingu. Zwyciężczynią castingu na ósmego uczestnika została Jagoda Szydłowska.
| Uczestnik            | Zdobyte punkty oraz odgrywana postać w odcinku | Zdobyte punkty oraz odgrywana postać w odcinku | Zdobyte punkty oraz odgrywana postać w odcinku | Zdobyte punkty oraz odgrywana postać w odcinku | Zdobyte punkty oraz odgrywana postać w odcinku | Zdobyte punkty oraz odgrywana postać w odcinku | Zdobyte punkty oraz odgrywana postać w odcinku | Zdobyte punkty oraz odgrywana postać w odcinku | Zdobyte punkty oraz odgrywana postać w odcinku | Suma punktów | Finał                                             | Finał                                 |
| Uczestnik            | 1                                              | 2                                              | 3                                              | 4                                              | 5                                              | 6                                              | 7                                              | 8                                              | 9                                              | Suma punktów | Występ zespołowy                                  | Występ solo / w duecie                |
| -------------------- | ---------------------------------------------- | ---------------------------------------------- | ---------------------------------------------- | ---------------------------------------------- | ---------------------------------------------- | ---------------------------------------------- | ---------------------------------------------- | ---------------------------------------------- | ---------------------------------------------- | ------------ | ------------------------------------------------- | ------------------------------------- |
| Kuba Szmajkowski     | 27 (J. Hayward)                                | 38 (K. Lamar)                                  | 14 (D. David)                                  | 13 (C.C. Catch)                                | 34 (B. Eilish)                                 | 22 (P. Collins)                                | 9 (Sanah)                                      | 15 (S. Mendes)                                 | 8 (Anastacia)                                  | 180          | The Pussycat Dolls (A. Roberts)                   | 1. miejsce (G. Michael)               |
| Nick Sinckler        | 20 (Loreen)                                    | 22 (Libianca)                                  | 35 (M. Jagger)                                 | 28 (G. Łobaszewska)                            | 28 (The Weeknd)                                | 12 (D. Cat)                                    | 7 (Dr. Alban)                                  | 27 (T. Turner)                                 | 30 (J. Brown)                                  | 209          | The Pussycat Dolls (N. Scherzinger)               | 2. miejsce (C. Khan)                  |
| Marcin Januszkiewicz | 3 (D. Harry)                                   | 18 (A. Kiedis)                                 | 33 (A. Levine)                                 | 39 (M. Stipe)                                  | 25 (A. Williams)                               | 7 (R. Jusis)                                   | 20 (D. Reynolds)                               | 16 (C. Dion)                                   | 12 (R. Riedel)                                 | 173          | The Pussycat Dolls (C. Bachar)                    | 3. miejsce (E. Presley)               |
| Ewelina Flinta       | 14 (Lizzo)                                     | 25 (Titiyo)                                    | 8 (B. Springsteen)                             | 3 (Sting)                                      | 22 (L. Gerrard)                                | 5 (P. Williams)                                | 58 (U. Sipińska)                               | 7 (F. Welch)                                   | 20 (A. Lennox)                                 | 162          | The Pussycat Dolls (K. Wyatt)                     | 4. miejsce (P. Lee)                   |
| Jagoda Szydłowska    | 45 (A. Chylińska)                              | 6 (Y. Destagnol)                               | 7 (S. Paul)                                    | 20 (G. Stefani)                                | 12 (J. Cocker)                                 | 31 (A. Keys)                                   | 17 (F. Olvera)                                 | 3 (E. Goulding)                                | 15 (M. Rodowicz)                               | 156          |                                                   | 5. miejsce (D. Bruce) w duecie z Polą |
| Pola Gonciarz        | 12 (K. Minogue)                                | 13 (Beyoncé)                                   | 14 (Alizée)                                    | 18 (Zayn)                                      | 5 (I. Cara)                                    | 44 (S. O’Connor)                               | 3 (M. Szczygieł)                               | 22 (A. Jantar)                                 | 16 (J. Bieber)                                 | 147          | 6. miejsce (L. Watts) w duecie z Jagodą           |                                       |
| Magdalena Kumorek    | 12 (Mrozu)                                     | 21 (S. Przybylska)                             | 20 (M. Jackson)                                | 13 (Pink)                                      | 5 (S. Krajewski)                               | 7 (Lady Gaga)                                  | 17 (T. Swift)                                  | 19 (K. Nosowska)                               | 32 (K. Perry)                                  | 146          | 7. miejsce (I. Cembrzyńska) w duecie z Jakubem G. |                                       |
| Jakub Gąsowski       | 13 (F. Durst)                                  | 3 (E. Sheeran)                                 | 15 (Cyrko)                                     | 12 (G. Skawiński)                              | 15 (Ray Parker Jr.)                            | 18 (A. Zaucha)                                 | 15 (J. Stuhr)                                  | 37 (Ronnie Van Zant)                           | 13 (Netta)                                     | 141          | 8. miejsce (B. Łazuka) w duecie z Magdaleną       |                                       |

Legenda:
| 1. miejsce 2. miejsce 3. miejsce 4. miejsce | Awans do finału Brak awansu do finału Najlepiej oceniony występ odcinka Najsłabiej oceniony występ odcinka Niepunktowany występ zespołowy |

Goście specjalni i występy
| Odcinek | Artysta             | Rola                      | Utwór             |
| ------- | ------------------- | ------------------------- | ----------------- |
| 1.      | Oskar Cyms          | Harry Styles              | „Golden”          |
| 1.      | Oskar Cyms          | on sam                    | „Niech mówią”     |
| 3.      | Stefano Terrazzino  | Antonio Stash Fiordispino | „Italodisco”      |
| 3.      | Mateusz Gessler     | Mateusz Gessler           | –                 |
| 4.      | Ilona Krawczyńska   | Ilona Krawczyńska         | –                 |
| 4.      | Mateusz Opyrchał    |                           | –                 |
| 5.      | Collectv            | Collectv                  | „Dance the Night” |
| 6.      | Paulina Gałązka     | Paulina Gałązka           | –                 |
| 6.      | Reni Jusis          | Reni Jusis                | –                 |
| 7.      | Michał Szczygieł    | Michał Szczygieł          | –                 |
| 8.      | Mateusz Opyrchał    | Mateusz Opyrchał          | –                 |
| 9.      | Małgorzata Walewska | Carmen                    | „Habanera”        |
| 9.      | Hanna Śleszyńska    | Hanna Śleszyńska          | –                 |
| 10.     | Mateusz Opyrchał    | Mateusz Opyrchał          | –                 |

## Dwudziesta edycja (wiosna 2024)
Uczestnikami jubileuszowej edycji programu zostali wybrani finaliści poprzednich edycji. Po raz pierwszy w finałowym odcinku to widzowie wyłonili zwycięzcę edycji.
| Uczestnik             | Edycja, w której brał udział | Zdobyte punkty oraz odgrywana postać w odcinku | Zdobyte punkty oraz odgrywana postać w odcinku | Zdobyte punkty oraz odgrywana postać w odcinku | Zdobyte punkty oraz odgrywana postać w odcinku | Zdobyte punkty oraz odgrywana postać w odcinku | Zdobyte punkty oraz odgrywana postać w odcinku | Zdobyte punkty oraz odgrywana postać w odcinku | Zdobyte punkty oraz odgrywana postać w odcinku | Zdobyte punkty oraz odgrywana postać w odcinku | Suma punktów | Finał                                         | Finał                                     |
| Uczestnik             | Edycja, w której brał udział | 1                                              | 2                                              | 3                                              | 4                                              | 5                                              | 6                                              | 7                                              | 8                                              | 9                                              | Suma punktów | Występ zespołowy                              | Występ solo / w duecie                    |
| --------------------- | ---------------------------- | ---------------------------------------------- | ---------------------------------------------- | ---------------------------------------------- | ---------------------------------------------- | ---------------------------------------------- | ---------------------------------------------- | ---------------------------------------------- | ---------------------------------------------- | ---------------------------------------------- | ------------ | --------------------------------------------- | ----------------------------------------- |
| Filip Lato            | IX edycja                    | 18 (R. Williams)                               | 7 (S. Grzeszczak)                              | 30 (Cher)                                      | 26 (F. Mercury)                                | 32 (Skolim)                                    | 12 (A. Sotgiu)                                 | 14 (T. Dayne)                                  | 32 (J. Blunt)                                  | 15 (B. Johnson)                                | 186          | The Chordettes (C. Buschmann)                 | 1. miejsce (E. Costello)                  |
| Stefano Terrazzino    | III edycja                   | 21 (L. Minnelli)                               | 6 (F.R. David)                                 | 25 (Shakin’ Dudi)                              | 15 (H. Majdaniec)                              | 7 (L. Fonsi)                                   | 38 (C. Followill)                              | 6 (R. Gosling)                                 | 19 (S. Sobral)                                 | 21 (M. Mirska)                                 | 158          | The Chordettes (J. Osborn)                    | 2. miejsce (W. Michnikowski)              |
| Mateusz Ziółko        | X edycja                     | 9 (E. Sheeran)                                 | 22 (S. Smith)                                  | 5 (B. Kozidrak)                                | 42 (Bono)                                      | 22 (K. Krawczyk)                               | 10 (M. Cass)                                   | 25 (G. Markowski)                              | 31 (T. Swims)                                  | 19 (T. Jones)                                  | 185          | The Chordettes (D. Schwartz)                  | 3. miejsce (S. Borys)                     |
| Maria Tyszkiewicz     | VI edycja                    | 16 (E. Demarczyk)                              | 22 (D. Lipa)                                   | 25 (Lady Gaga)                                 | 13 (R. Orzabal)                                | 39 (Doda)                                      | 17 (E. Bartosiewicz)                           | 10 (Jon Bon Jovi)                              | 27 (C. Aguilera)                               | 16 (A. Lavigne)                                | 185          | The Chordettes (J. Ertel)                     | 4. miejsce (P. Faith)                     |
| Katarzyna Skrzynecka  | I edycja                     | 42 (A. Bocelli i S. Brightman)                 | 30 (H. Ordonówna)                              | 11 (Kayah)                                     | 4 (Ł. Golec)                                   | 10 (J. Dassin)                                 | 13 (J. Travolta)                               | 21 (B. Midler)                                 | 6 (I. Gillan)                                  | 15 (L. Fabian)                                 | 152          |                                               | 5. miejsce (W. Nelson) w duecie z Kacprem |
| Barbara Kurdej-Szatan | XV edycja                    | 12 (Urszula)                                   | 12 (Shakira)                                   | 12 (Blanka)                                    | 5 (R. Tedder)                                  | 13 (T. Swift)                                  | 22 (Adele)                                     | 30 (B. Eilish)                                 | 9 (J. Timberlake)                              | 35 (O. Newton-John)                            | 150          | 6. miejsce (B. Spears) w duecie z Aleksandrą  |                                           |
| Kacper Kuszewski      | VIII edycja                  | 15 (R. Ora)                                    | 10 (M. Rodowicz)                               | 34 (T. Organek)                                | 17 (J. McShane)                                | 8 (G. Estefan)                                 | 31 (R. Kaminski)                               | 8 (Mezo)                                       | 16 (T. Okupnik)                                | 10 (Fergie)                                    | 149          | 7. miejsce (J. Iglesias) w duecie z Katarzyną |                                           |
| Aleksandra Szwed      | V edycja                     | 13 (Shaggy)                                    | 37 (C. Évora)                                  | 4 (L. Kravitz)                                 | 24 (Kelis)                                     | 15 (C. Checker)                                | 3 (L. Richie)                                  | 32 (G. Gaynor)                                 | 6 (T. Turner)                                  | 15 (T. Braxton)                                | 149          | 7. miejsce (Rihanna) w duecie z Barbarą       |                                           |

Legenda:
| 1. miejsce 2. miejsce 3. miejsce 4. miejsce | Awans do finału Brak awansu do finału Najlepiej oceniony występ odcinka Najsłabiej oceniony występ odcinka Zaproś przyjaciela Wehikuł czasu Niepunktowany występ zespołowy |

Goście specjalni i występy
| Odcinek | Artysta               | Rola                 | Utwór                      |
| ------- | --------------------- | -------------------- | -------------------------- |
| 1       | Katarzyna Skrzynecka  | Madonna              | „The Best”                 |
| 1       | Stefano Terrazzino    | John Travolta        | „The Best”                 |
| 1       | Aleksandra Szwed      | Beyoncé              | „The Best”                 |
| 1       | Maria Tyszkiewicz     | Doda                 | „The Best”                 |
| 1       | Kacper Kuszewski      | Maryla Rodowicz      | „The Best”                 |
| 1       | Filip Lato            | Sia                  | „The Best”                 |
| 1       | Mateusz Ziółko        | Zbigniew Wodecki     | „The Best”                 |
| 1       | Barbara Kurdej-Szatan | Adele                | „The Best”                 |
| 1       | Kuba Szmajkowski      | Justin Bieber        | „I Don’t Care”             |
| 1       | Urszula               | Urszula              | –                          |
| 1       | Damian Kret           |                      | –                          |
| 1       | Dominika Kachlik      |                      | –                          |
| 2       | Jurorzy               | Akademia Pana Kleksa | „Witajcie w Naszej Bajce”  |
| 2       | Maryla Rodowicz       | Maryla Rodowicz      | –                          |
| 3       | Collectiv             | Collectiv            | „Murder on the Dancefloor” |
| 3       | Rafał Szatan          | Rafał Szatan         | –                          |
| 3       | Katarzyna Ptasińska   |                      | –                          |
| 3       | Katarzyna Polewany    |                      | –                          |
| 3       | Julia Kamińska        |                      | –                          |
| 4       | Krzysztof Ibisz       | Krzysztof Ibisz      | –                          |
| 4       | Paulina Sykut-Jeżyna  |                      | –                          |
| 4       | Łukasz Golec          | Łukasz Golec         | „Pędzą konie”              |
| 4       | Paweł Golec           |                      | „Pędzą konie”              |
| 5       | Joanna Jabłczyńska    | Marilyn Monroe       | „Happy Birthday to You”    |
| 5       | Mateusz Opyrchał      | Mateusz Opyrchał     | –                          |
| 6       | Sławomir Zapała       | –                    | „Amada Mia, Amore Mio”     |
| 6       | Monika Dryl           | –                    | „Amada Mia, Amore Mio”     |
| 7       | Agnieszka Hekiert     | Bee Gees             | „Tragedy”                  |
| 7       | Maciej Zakliczyński   | Bee Gees             | „Tragedy”                  |
| 7       | Marcin Przybylski     | Bee Gees             | „Tragedy”                  |
| 7       | Mezo                  | Mezo                 | –                          |
| 8       | Mateusz Opyrchał      | Mateusz Opyrchał     | –                          |
| 8       | Tatiana Okupnik       | Tatiana Okupnik      | –                          |
| 10      | Mateusz Opyrchał      | Mateusz Opyrchał     | –                          |

## Dwudziesta pierwsza edycja (jesień 2024)
Podczas finałowego odcinka 20. edycji programu zapowiedziano premierę 21. sezonu na jesień 2024.
| Uczestnik           | Zdobyte punkty oraz odgrywana postać w odcinku | Zdobyte punkty oraz odgrywana postać w odcinku | Zdobyte punkty oraz odgrywana postać w odcinku | Zdobyte punkty oraz odgrywana postać w odcinku | Zdobyte punkty oraz odgrywana postać w odcinku | Zdobyte punkty oraz odgrywana postać w odcinku | Zdobyte punkty oraz odgrywana postać w odcinku | Zdobyte punkty oraz odgrywana postać w odcinku | Zdobyte punkty oraz odgrywana postać w odcinku | Suma punktów | Finał                         | Finał                                           |
| Uczestnik           | 1                                              | 2                                              | 3                                              | 4                                              | 5                                              | 6                                              | 7                                              | 8                                              | 9                                              | Suma punktów | Występ zespołowy              | Występ solo / w duecie                          |
| ------------------- | ---------------------------------------------- | ---------------------------------------------- | ---------------------------------------------- | ---------------------------------------------- | ---------------------------------------------- | ---------------------------------------------- | ---------------------------------------------- | ---------------------------------------------- | ---------------------------------------------- | ------------ | ----------------------------- | ----------------------------------------------- |
| Kuba Szyperski      | 48 (C. Dion)                                   | 25 (R. Martin)                                 | 40 (Mrozu)                                     | 26 (C. Scott)                                  | 41 (E. Górniak)                                | 24 (J. Timberlake)                             | 20 (Anastacia)                                 | 24 (K. Zalewski)                               | 37 (M. Caballé)                                | 285          | Zespół Pieśni i Tańca „Śląsk” | 1. miejsce (M. Smith)                           |
| Patricia Kazadi     | 60 (A. Franklin)                               | 50 (The Weeknd)                                | 32 (M. Elliott)                                | 18 (L. Bega)                                   | 16 (S. Wonder)                                 | 18 (L. Braz)                                   | 24 (Lizzo)                                     | 29 (J. Derulo)                                 | 29 (E. James)                                  | 276          | Zespół Pieśni i Tańca „Śląsk” | 2. miejsce (A. Keys)                            |
| Aleksander Sikora   | 8 (Hozier)                                     | 16 (L. Branigan)                               | 17 (R. Rynkowski)                              | 25 (Stachursky)                                | 16 (T. Nalepa)                                 | 20 (K. Cerekwicka)                             | 37 (Skolim)                                    | 52 (K. Cugowski)                               | 24 (Dalida)                                    | 215          | Zespół Pieśni i Tańca „Śląsk” | 3. miejsce (L. Cohen)                           |
| Barbara Wypych      | 16 (T. Woźniak)                                | 14 (Margaret)                                  | 39 (D. Klein)                                  | 6 (A. Piaseczny)                               | 27 (K. Perry)                                  | 30 (M. Monroe)                                 | 53 (Pink)                                      | 31 (O. Osbourne)                               | 17 (K. Jędrusik)                               | 233          | Zespół Pieśni i Tańca „Śląsk” | 4. miejsce (L. Gore)                            |
| Renata „Reni” Jusis | 15 (R. Carrà)                                  | 40 (Kora)                                      | 12 (S. Simonian)                               | 50 (C. Lauper)                                 | 36 (E. Geppert)                                | 12 (Limahl)                                    | 21 (M. Streep)                                 | 14 (Lady Gaga)                                 | 12 (J. Lennon)                                 | 212          |                               | 5. miejsce (M. Rodowicz) w duecie z Damianem    |
| Joanna Osyda        | 23 (Baranovski)                                | 12 (Madonna)                                   | 29 (A. Winehouse)                              | 6 (D. Lipa)                                    | 21 (Artemas)                                   | 67 (Sia)                                       | 12 (B. J. Armstrong)                           | 18 (I. Trojanowska)                            | 20 (I. Jarocka)                                | 208          |                               | 6. miejsce (M. Fredriksson) w duecie z Bartkiem |
| Damian Kret         | 7 (H. Styles)                                  | 30 (H. Frąckowiak)                             | 7 (S. Fiordispino)                             | 20 (Zaz)                                       | 31 (J. Hetfield)                               | 12 (C. Martin)                                 | 16 (J. Panasewicz)                             | 15 (K. Rogers)                                 | 44 (K. Cobain)                                 | 182          |                               | 7. miejsce (M. Grechuta) w duecie z Reni        |
| Bartek Wrona        | 15 (A. Klepacz)                                | 5 (N. Reyes)                                   | 16 (D. Rinn)                                   | 41 (Pitbull)                                   | 4 (P. Malone)                                  | –                                              | –                                              | –                                              | –                                              | 81           |                               | 8. miejsce (P. Gessle) w duecie z Joanną        |

Legenda:
| 1. miejsce 2. miejsce 3. miejsce 4. miejsce | Awans do finału Brak awansu do finału Najlepiej oceniony występ odcinka Najsłabiej oceniony występ odcinka Zaproś przyjaciela Niepunktowany występ zespołowy |

Goście specjalni i występy
| Odcinek | Artysta                | Rola                   | Utwór                        |
| ------- | ---------------------- | ---------------------- | ---------------------------- |
| 1       | Filip Lato             | George Michael         | „Freedom! ’90”               |
| 1       | Maria Tyszkiewicz      | Maria Tyszkiewicz      | –                            |
| 2       | Krzysztof Szczepaniak  | Alan Williams          | „Sugar Baby Love”            |
| 3       | Katarzyna Polewany     | Geneviève Grad         | „Do You Do You Saint-Tropez” |
| 3       | Marcin Przybylski      | Louis de Funès         | „Do You Do You Saint-Tropez” |
| 4       | Agnieszka Hekiert      | Bananarama             | „Venus”                      |
| 4       | Maciej Zakliczyński    | Bananarama             | „Venus”                      |
| 4       | Marcin Przybylski      | Bananarama             | „Venus”                      |
| 4       | DJ Wika                | DJ Wika                | –                            |
| 4       | Stachursky             |                        | –                            |
| 5       | Piotr Gąsowski         | Piotr Gąsowski         | „Wyginam śmiało ciało”       |
| 6       | Stefano Terrazzino     | Gusttavo Lima          | „Balada”                     |
| 7       | Małgorzata Walewska    | Niclausse              | „Belle nuit, ô nuit d’amour” |
| 7       | Justyna Steczkowska    | Giulietta              | „Belle nuit, ô nuit d’amour” |
| 8       | Majka Jeżowska         | Majka Jeżowska         | „Najpiękniejsza w klasie”    |
| 8       | Michał Danilczuk       |                        | „Najpiękniejsza w klasie”    |
| 8       | Izabela Trojanowska    | Izabela Trojanowska    | –                            |
| 9       | Andrzej Kozłowski      | Krzysztof Krawczyk     | „To co dał nam świat”        |
| 9       | Uczestnicy             |                        | „To co dał nam świat”        |
| 10      | Małgorzata Tomaszewska | Małgorzata Tomaszewska | –                            |
| 10      | Paweł Jawor            |                        | –                            |

## Dwudziesta druga edycja (jesień 2025)
Podczas finałowego odcinka 21. edycji programu zapowiedziano premierę 22. sezonu na jesień 2025.
| Uczestnik       | Zdobyte punkty oraz odgrywana postać w odcinku | Zdobyte punkty oraz odgrywana postać w odcinku | Zdobyte punkty oraz odgrywana postać w odcinku | Zdobyte punkty oraz odgrywana postać w odcinku | Zdobyte punkty oraz odgrywana postać w odcinku | Zdobyte punkty oraz odgrywana postać w odcinku | Zdobyte punkty oraz odgrywana postać w odcinku | Zdobyte punkty oraz odgrywana postać w odcinku | Zdobyte punkty oraz odgrywana postać w odcinku | Suma punktów | Finał            | Finał                  |
| Uczestnik       | 1                                              | 2                                              | 3                                              | 4                                              | 5                                              | 6                                              | 7                                              | 8                                              | 9                                              | Suma punktów | Występ zespołowy | Występ solo / w duecie |
| --------------- | ---------------------------------------------- | ---------------------------------------------- | ---------------------------------------------- | ---------------------------------------------- | ---------------------------------------------- | ---------------------------------------------- | ---------------------------------------------- | ---------------------------------------------- | ---------------------------------------------- | ------------ | ---------------- | ---------------------- |
| Marta Bijan     | ()                                             | ()                                             | ()                                             | ()                                             | ()                                             | ()                                             | ()                                             | ()                                             | ()                                             |              | ()               | ()                     |
| Edyta Herbuś    | ()                                             | ()                                             | ()                                             | ()                                             | ()                                             | ()                                             | ()                                             | ()                                             | ()                                             |              | ()               | ()                     |
| Natalia Muianga | ()                                             | ()                                             | ()                                             | ()                                             | ()                                             | ()                                             | ()                                             | ()                                             | ()                                             |              | ()               | ()                     |
| Andrzej Nejman  | ()                                             | ()                                             | ()                                             | ()                                             | ()                                             | ()                                             | ()                                             | ()                                             | ()                                             |              | ()               | ()                     |
| Krystian Ochman | ()                                             | ()                                             | ()                                             | ()                                             | ()                                             | ()                                             | ()                                             | ()                                             | ()                                             |              | ()               | ()                     |
| Modest Ruciński | ()                                             | ()                                             | ()                                             | ()                                             | ()                                             | ()                                             | ()                                             | ()                                             | ()                                             |              | ()               | ()                     |
| Kamil Studnicki | ()                                             | ()                                             | ()                                             | ()                                             | ()                                             | ()                                             | ()                                             | ()                                             | ()                                             |              | ()               | ()                     |
| Julia Żugaj     | ()                                             | ()                                             | ()                                             | ()                                             | ()                                             | ()                                             | ()                                             | ()                                             | ()                                             |              | ()               | ()                     |

Legenda:
| 1. miejsce 2. miejsce 3. miejsce 4. miejsce | Awans do finału Brak awansu do finału Najlepiej oceniony występ odcinka Najsłabiej oceniony występ odcinka Zaproś przyjaciela Niepunktowany występ zespołowy |

Goście specjalni i występy
| Odcinek | Artysta        | Rola | Utwór |
| ------- | -------------- | ---- | ----- |
| 1       | Kuba Szyperski |      |       |

## Odcinek świąteczny 2020
W pierwszym odcinku specjalnym zrealizowanym w formie konkursu, nie zaś jako montaż występów archiwalnych, udział wzięło dziesięcioro gości, którzy wystąpili wcześniej w programie jako uczestnicy.
W wyniku głosowania jury w odcinku specjalnym zwyciężyli ex aequo: Katarzyna Skrzynecka, Adam Strycharczuk, Gosia Andrzejewicz oraz Czadoman. Nagrodę w wysokości 100 000 złotych przekazano Fundacji Polsat.
W związku z epidemią COVID-19 odcinek został zrealizowany bez udziału publiczności.
| Występ | Uczestnik                                              | Postać          | Utwór                                    | Punktacja jury | Punktacja jury | Punktacja jury | Suma punktów |
| Występ | Uczestnik                                              | Postać          | Utwór                                    | M. Walewska    | M. Nawrocka    | P. Gąsowski    | Suma punktów |
| ------ | ------------------------------------------------------ | --------------- | ---------------------------------------- | -------------- | -------------- | -------------- | ------------ |
| 1.     | Marek Kaliszuk                                         | G. Michael      | "Last Christmas”                         | 1              | 3              | 6              | 10           |
| 2.     | Katarzyna Skrzynecka                                   | E. Fitzgerald   | „Winter Wonderland”                      | 5              | 6              | 8              | 19           |
| 3.     | Gosia Andrzejewicz                                     | M. Carey        | „All I Want for Christmas Is You”        | 7              | 2              | 10             | 19           |
| 4.     | Paweł „Czadoman” Dudek                                 | R. Stewart      | "Let It Snow! Let It Snow! Let It Snow!” | 4              | 8              | 7              | 19           |
| 5.     | Filip Lato                                             | Shakin’ Stevens | „Merry Christmas Everyone”               | 3              | 5              | 4              | 12           |
| 6.     | Adam Strycharczuk                                      | L. Armstrong    | „White Christmas”                        | 6              | 10             | 3              | 19           |
| 7.     | Stefano Terrazzino                                     | F. Sinatra      | „Jingle Bells”                           | 8              | 7              | 1              | 16           |
| 8.     | Ewelina Lisowska (w duecie z Krzysztofem Antkowiakiem) | E. Górniak      | „Pada śnieg”                             | 2              | 4              | 5              | 11           |
| 9.     | Katarzyna Dąbrowska                                    | S. Krajewski    | „Dzień jeden w roku”                     | 10             | 1              | 2              | 13           |

Legenda:
| Zwycięzca odcinka specjalnego |

Dodatkowe występy
| Nr | Artysta                                   | Utwór                                                   |
| -- | ----------------------------------------- | ------------------------------------------------------- |
| 1. | Jurorzy, uczestnicy, tancerze, prowadzący | „Z kopyta kulig rwie”                                   |
| 2. | Jurorzy, uczestnicy, tancerze, prowadzący | "Dzwonki sań" (polska wersja "Jingle Bells" F. Sinatry) |

## Odcinek świąteczny 2021
W drugim odcinku specjalnym zrealizowanym w formie konkursu, nie zaś jako montaż występów archiwalnych, udział wzięło ośmioro gości, którzy wystąpili wcześniej w programie jako uczestnicy, ale również Agnieszka Hekiert po raz pierwszy wystąpiła w roli uczestniczki.
Jurorzy po raz pierwszy nie przyznali punktów uczestnikom, tylko wskazali najlepszy występ. Decyzją jury w świątecznym odcinku specjalnym zwyciężyła Agnieszka Hekiert. Nagrodę w wysokości 100 000 złotych przekazano Fundacji Polsat.
| Występ | Uczestnik             | Postać       | Utwór                                      |
| ------ | --------------------- | ------------ | ------------------------------------------ |
| 1.     | Sławomir Zapała       | F. Mercury   | „Thank God It’s Christmas”                 |
| 2.     | Katarzyna Skrzynecka  | L. Pavarotti | „White Christmas”                          |
| 3.     | Joanna Liszowska      | M. Carey     | „All I Want for Christmas Is You”          |
| 4.     | Robert Janowski       | C. Rea       | „Driving Home for Christmas”               |
| 5.     | Barbara Kurdej-Szatan | K. Minogue   | „It’s the Most Wonderful Time of the Year” |
| 6.     | Adam Zdrójkowski      | R. Williams  | „Let It Snow! Let It Snow! Let It Snow!”   |
| 7.     | Lesław Żurek          | B. Mack      | „Christmas Is All Around”                  |
| 8.     | Agnieszka Hekiert     | R. Stewart   | „Have Yourself a Merry Little Christmas”   |
| 9.     | Gosia Andrzejewicz    | G. Michael   | „Last Christmas”                           |

Legenda:
| Zwycięzca odcinka specjalnego |

Dodatkowe występy
| Nr | Artysta                                   | Utwór                |
| -- | ----------------------------------------- | -------------------- |
| 1. | Jurorzy, uczestnicy, tancerze, prowadzący | „Dzień jeden w roku” |
| 2. | Jurorzy, uczestnicy, tancerze, prowadzący | „Będzie kolęda”      |